# مقتل محمد الدرة
وقعت حادثة مقتل محمد الدرة في قطاع غزة في الثلاثين من سبتمبر عام 2000، في اليوم الثاني من انتفاضة الأقصى، وسط احتجاجات امتدت على نطاق واسع في جميع أنحاء الأراضي الفلسطينية. والتقطت عدسة المصور الفرنسي شارل إندرلان المراسل بقناة فرنسا 2 مشهد احتماء جمال الدرة وولده محمد البالغ من العمر اثنتي عشرة عامًا، خلف برميل إسمنتي، بعد وقوعهما وسط محاولات تبادل إطلاق النار بين الجنود الإسرائيليين وقوات الأمن الفلسطينية. وعرضت هذه اللقطة التي استمرت لأكثر من دقيقة، مشهد احتماء الأب وابنه ببعضهما البعض، ونحيب الصبي، وإشارة الأب لمطلقي النيران بالتوقف، وسط إطلاق وابل من النار والغبار، وبعد ذلك ركود الصبي على ساقي أبيه. وبعد تسع وخمسين ثانية من البث المبدئي للمشهد في فرنسا، بتعليق صوتي من رئيس مكتب فرنسا 2 بإسرائيل، شارل إندرلان، الذي لم يشاهد الحادث بنفسه، ولكنه اطلع على كافة المعلومات المتعلقة به، من المصور عبر الهاتف، أخبر إندرلان المشاهدين أن محمد الدرة ووالده كانا «هدف القوات الإسرائيلية من إطلاق النيران»، وأن الطفل قد قتل. وبعد التشييع في جنازة شعبية تخلع القلوب، مجّد العالم العربي والإسلامي محمد الدرة باعتباره شهيدًا.
في بادئ الأمر، أعلنت قوات الدفاع الإسرائيلية تحمّلها المسؤولية، كما أبدت إسرائيل في البداية، أسفها لمقتل الصبي، ولكنها تراجعت عن ذلك، عندما أشارت التحريات إلى أن الجيش الإسرائيلي ربما لم يطلق النيران على الدرة، وعلى الأرجح أن الفتى قتل برصاص القوات الفلسطينية. وذكر ثلاثة من كبار الصحفيين الفرنسيين الذين شاهدوا لقطات خام في عام 2004، أنه لم يتضح من اللقطات وحدها أن الصبي لقي حتفه، وأن قناة فرانس حذفت عدداً قليلاً من الثواني الأخيرة، والتي يظهر فيها الصبي وهو يرفع يده عن وجهه. وفي عام 2005، صرّح رئيس تحرير غرفة الأخبار بالقناة أنه لا يمكن لأحد أن يحدد على وجه اليقين من الذي أطلق النيران، ولكن ذهب معلقون آخرون من بينهم مدير مكتب الصحافة الحكومي الإسرائيلي إلى القول أن المتظاهرين الفلسطينيين نظّموا هذا المشهد. وبعد إجراءات قانونية مطولة، أُدين فيليب كارسنتي، المعلق الإعلامي الفرنسي، بالتشهير بقناة فرانس2، واتهامها بالتلاعب في مادة الفيلم.
حازت لقطة الصبي ووالده على ما أطلق عليه أحد الكتاب «قوة راية المعركة». وطبقًا لما ذكره جيمس فالوز فإن «أقسى إصدار» للقضية من الجانب العربي هو أنه يثبت فرية الدم القديمة، في حين أن «أقسى إصدار» من الجانب الإسرائيلي هو أنه يثبت استعداد الفلسطينيين للتضحية بأطفالهم عمدًا حتى ولو في حرب معادية للصهيونية. وقد أدى هذا المشهد إلى سقوط قتلى آخرين. وأنحي باللائمة عليه في إعدام اثنين من جنود الاحتياط بالجيش الإسرائيلي في رام الله، في أكتوبر 2000، وظل سببًا محفورًا في خلفية العالم، عندما أطاحت القاعدة برأس الصحافي الإسرائيلي-الأمريكي دانيال بيرل، في عام 2002 كتب جيمس فالوز أنه لن تظهر أيه نسخة حقيقية بشأن اللقطات، تصدق بها جميع الأطراف. وأطلق تشارلز إندرلان على ذلك «المنظور الثقافي»، الذي يرى خلاله المشاهدون ما يروق لهم رؤيته. أصدرت محكمة الاستئناف بفرنسا حكمها النهائي في قضية التشهير بالقناة الفرنسية في 26 يونيو 2013، حيث أدانت كارسنتي بالتشهير وألزمته محكمة الاستئناف في باريس بدفع غرامة قيمتها 7.000 دولار. وجاء الحكم النهائي للمحكمة الفرنسية برفض إصدار كارسنتي، الذي وصف فيه مقتل محمد الدرة بأنه «عملية نظمها المتظاهرون الفلسطينيون».

## عائلة الدرة

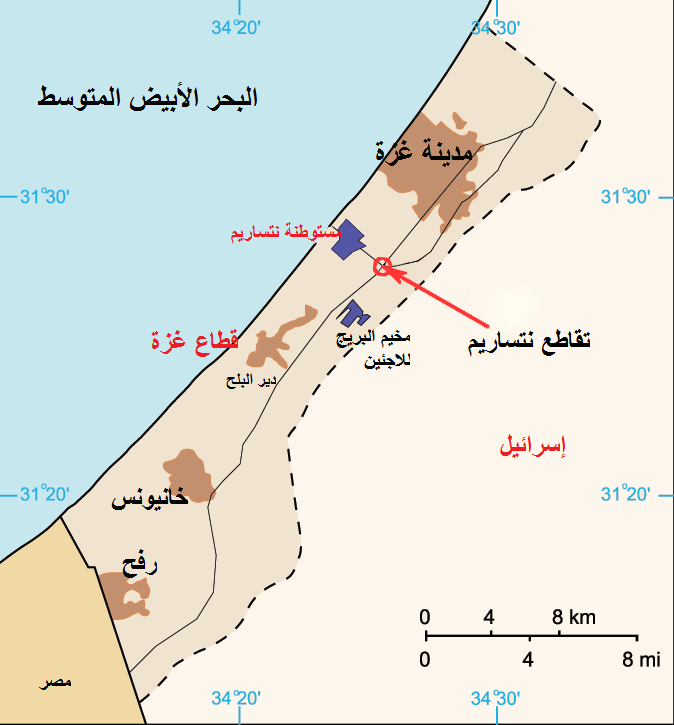
مخيم البريج للاجئيين ومستوطنة نتساريم، وتقاطع طرق نتساريم

جمال من مواليد 1966، عاش مع زوجته أمل وأطفالهما السبعة في مخيم البريج للاجئين الذي تديره الأونروا في قطاع غزة. وكان جمال نجارًا ومصممًا للمنازل، وكان يعمل مع موشيه تمام، وهو مقاول عام إسرائيلي، لمدة 20 عامًا. جاءت الكاتبة الإسرائيلية هيلين سكاري موترو للتعرف عليه عندما وظفته للمساعدة في بناء منزلها. وكتبت في عام 2000 عن سنواته التي قضاها وهو يستيقظ في تمام الساعة الثالثة والنصف صباحًا ليلحق الحافلة إلى المعبر الحدودي في الرابعة، ثم الحافلة الثانية من غزة حتى يتمكن من الوصول إلى العمل قبل السادسة. تم إغلاق الحدود في يوم الحادث بسبب أعمال الشغب، وهذا هو سبب عدم تواجد جمال في مكان العمل. محمد وهو من مواليد 1988، كان طالبًا بالصف الخامس الابتدائي، ولكن تم إغلاق المدرسة في ذلك اليوم بسبب الاحتجاجات. وقالت والدته إنه كان يشاهد الاحتجاجات في التلفزيون ويسأل عما إذا كان يمكنه الانضمام إليها. قرّر الأب وابنه بدلًا من ذلك أن يذهبا إلى مزاد للسيارات، وذلك وفقًا لما ذكره جمال في المقابلة التي أجراها معه طلال أبو رحمة بعد يوم من إطلاق النار.

## الإعلاميون

### شارل إندرلان
ولد شارل إندرلان في عام 1945 في باريس. انتقل إلى القدس في عام 1968 وبسبب كونه يهودي، أصبح مواطنًا إسرائيليًا. وذكر إنه بدأ العمل بالصحافة في عام 1971، وبعد دراسة السينما والتلفزيون بدأ العمل لصالح قناة فرانس 2، وذلك في عام 1981، ليصبح رئيس مكتبها في إسرائيل في عام 1990. وهو مؤلف العديد من الكتب حول الشرق الأوسط، ويحظى باحترام كبير داخل المؤسسة الفرنسية. وهو متزوج من دانييل كريجيل، ابنة المؤرخ آني كريجيل، وابنة عم الفيلسوف بلاندين كريجيل، مساعد الرئيس السابق جاك شيراك. أثناء قضية تشهير 2006، المرفوعة ضد فيليب كارسنتي، الذي تزعم وقوع الحادث بتدبير من المتظاهرين الفلسطينيين (انظر أدناه)، استقبل إندرلان رسالة من شيراك، كتب فيها عبارات تؤكد نزاهته. وفي أغسطس 2009 تم منحه أعلى وسام في فرنسا، وسام جوقة الشرف من رتبة فارس.
كتبت الصحفية آن اليزابيث موتيه أن تغطية إندرلان للنزاع الإسرائيلي الفلسطيني معرضة للانتقاد على نحو مستمر داخل إسرائيل. فهو لم ينتج فقط سلسلة وثائقية بشأن اتفاقيات أوسلو ومحادثات كامب ديفيد لعام 2000، ولكنه رتب إجراءات محادثات السلام بين الأطراف المعنية في مكتب فرانس2 باعتباره أرض محايدة. وبلغ هذا الانتقاد ذروته في عام 2008 حتى طالب مركز القانون الإسرائيلي المحكمة بإبطال أوراق اعتماده بالصحافة الإسرائيلية ولكن جاء ذلك دون جدوى. ومثلما فعل طلال أبو رحمة، أعرب إندرلان عن اندهاشه إزاء الادعاء بأن إطلاق النار كان مزيفًا.

### طلال أبو رحمة
عمل طلال حسن أبو رحمة، الذي عاش في غزة، مصورًا حرًا بقناة فرانس 2 منذ عام 1988. كان يدير مكتب الصحافة الخاصة به، مركز الأخبار الوطنية في غزة، وساهم في السي إن إن من خلال مكتب الوطنية للصحافة. درس إدارة الأعمال في الولايات المتحدة، وكان عضوًا في مجلس إدارة جمعية الصحفيين الفلسطينيين. حصل على عدد من الجوائز لتغطيته حادث الدرة، بما في ذلك جائزة روري بيك في عام 2001، على الرغم من أن المسؤولين العسكريين الإسرائيليين منعوه من السفر إلى لندن لاستلام الجائزة لأسباب أمنية. وفي عام 2008 كتب جيرار جرايزبك، مراسل فرانس2، أن أبو رحمة لم يكن أبدًا عضوًا في جماعة سياسية فلسطينية، فقد اعتقلته الشرطة الفلسطينية مرتين بسبب التقاط الصور التي لم تلق استحسان ياسر عرفات، ولم يسبق أن اتهمته إسرائيل بالانتهاكات الأمنية. واتهم دانيال سيمان، مدير مكتب الصحافة الحكومي الإسرائيلي، أبو رحمة في 23 سبتمبر 2007 ب«تنظيم مدبر لمشاهد العمل»، مشيرًا إلى لقطات حادثة الدرة، وفي رسالة موجهة، ذكرت قناة فرانس 2 أن هذا الاتهام كان مليئ بالافتراءات وأنصاف الحقائق. وفي عام 2001 قال طلال أبو رحمة: «وأنا صحفي محترف»، و«لن أفعل ذلك». أنا لن استخدم الصحافة لمثل هذا الغرض... لأن الصحافة هي ديانتي. الصحافة هي جنسيتي. الصحافة هي لغتي.

## مفترق نتساريم
- تضمنت شهادة طلال أبو رحمة،وهو مصور فرانس 2  هذا المخطط في أكتوبر 2000 في المركز الفلسطيني لحقوق الإنسان في غزة.
- قدم خبير المقذوفات بتكليف من فيليب كارسنتي هذا المخطط إلى محكمة الاستئناف بباريس في عام 2008. وتضمنت موقف يسمى "بيتا" (انظر الربع السفلي الأيسر)، حيث تقول مصادر عديدة وقوف ضباط الشرطة الفلسطينية مسلحين ببنادق آلية. انظر أدناه. لم يظهر هذا الموقف على الرسم البياني للمصور فرانس 2 (انظر إلى اليسار)، الذي يصادف هذا المجال بأنه عبارة عن حقول زراعية.".

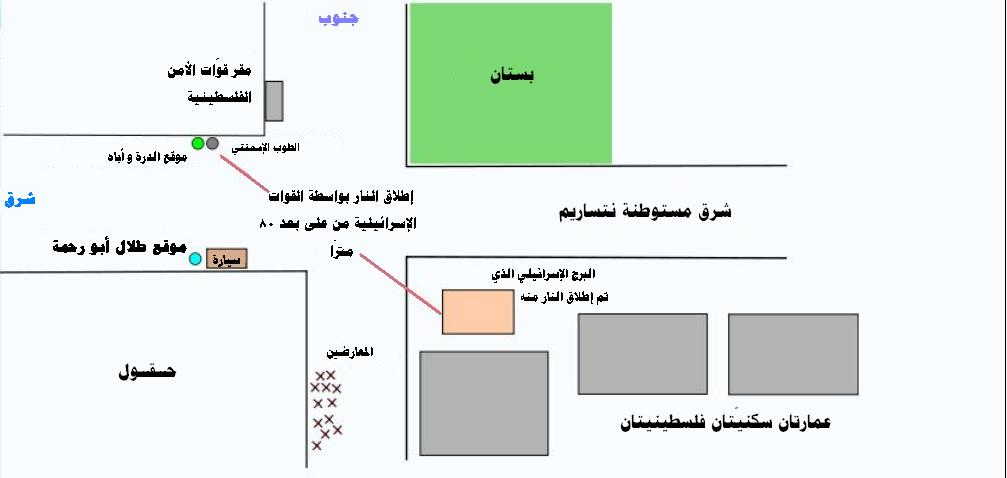

مفترق نتساريم، هو تقاطع الزاوية اليمنى من الطريقين المعروفين محليًا بمفرق الشهداء، وذلك نخليدًا للفلسطينيين الذين لقوا حتفهم هناك في اشتباكات مع جنود إسرائيليين، وتقع على بعد بضعة كيلومترات جنوب مدينة غزة(في 31.465129° شمالًاو34.426689° شرقًا). حيث كانت القاعدة العسكرية الإسرائيلية، ماجن- 3، هنا لحراسة مدخل مستوطنة نتساريم القريبة حتى انسحاب إسرائيل في 2005. وعاشت فيها ستون عائلات إسرائيلية في المستوطنة فقط مع قافلة عسكرية. وتتفرق قوات ماجن-3 في الجانب اليمنى السفلى/الربع الشمالي الغربي جنبا إلى جنب مع مستودع مهجور ومبنيين مكونين من ستة طوابق ومعروفين باسم «توينز» وفي يوم حادث رأس السنة اليهودية، كان يحرس المنطقة 18 جنديًا إسرائيليًا من فصيل لواء هندسة جعفاتي، ومن كتيبة هيرف.

### وكالات الأنباء والمتظاهرون
ذكر أبو رحمة أن المتظاهرين الفلسطينيين تجمعوا من مختلف الأنحاء في تمام السابعة من صباح يوم 30 سبتمبر، وألقوا الحجارة وقنابل المولوتوف، فأطلق الجيش الإسرائيلي لرصاص المطاطي والغاز المسيل للدموع. وتواجد هناك العديد من المصورين، ومن بينهم مصورو وكالة رويترز، ووكالة أنباء أسوشيتد برس، والتقط مصورو الوكالتين مشاهد للدرة وأبيه، ولكن التقطت عدسة أبو رحمة فقط اللحظة الحاسمة التي وقعت فيها الحادثة.
وكتب جيمس فالوز أن المشاهد السريعة (لقطات الخام) التي التقطها المصورون تعرض مئات المتظاهرين. وتظهر مجموعات من الشباب وهم يتجولون، ويمزحون، ويجلسون، ويدخنون.وهناك مشاهد أخرى لهم وهم يصرخون ويلقون الحجارة وقنابل المولوتوف. وجرى بعضهم وهم يلوحون بالعلم الفلسطيني ويحاولون تمزيق العلم الإسرائيلي. وتسلح العديد بالمسدسات وبالبنادق، وكذلك رجال الشرطة الفلسطينية، ودوت أصوات الطلقات بين الفينة والفينة الأخرى. وفي بعض المشاهد توارى المحتجون من أجل الاحتماء، بينما استمر البعض الآخر يتحدث ويدخن على بعد قدم واحد فقط من إطلاق النار. وشاهد البعض أحد المتظاهرين يسقط ويمسك ساقه كما لو أنه أصيب بالرصاص؛ وعلى الفور ظهرت سيارة إسعاف وحملته إلى المستشفى. وكتب فالوز أن إحدى الكاميرات التقطت مشهد رجل تحمله سيارة إسعاف، في حين التقطت كاميرا أخرى صورة لنفس الرجل وهو يقفز من سيارة الإسعاف بعد بضع دقائق. وأظهرت عدة مشاهد دخان يتصاعد من سلاح ام 16 وذلك من خلال شقوق البؤرة الاستيطانية لالجيش الإسرائيلي. ووفقًا للمتحدث الإسرائيلي، تلقى الجنود أوامرًا بإطلاق النار فقط في حالة إطلاقه عليهم، وليس ردًا على الحجارة أو غيرها من الأشياء التي ألقيت عليهم. وطبقًا لما ذكره فالوز، ليست هناك صلة بين أي من المشاهد التي تحقق اتساقًا سرديًا، عند حزمها للحصول على تقرير إخباري.

## تقرير الاعتداء
بعد مغادرة المزاد اتخذ جمال ومحمد سيارة أجرة إلى المنزل. ووصلا إلى مفترق نتساريم عند الظهر تقريبًا، وذلك وفقًا لمجلة تايم، على الرغم من التشكيك في ذلك التوقيت. وذكر أبو رحمة أن«إطلاق النار الكثيف» بدأ عند الظهر تقريبًا، وإن ما استرعي انتباهه في ذلك الوقت إلى جمال ومحمد، هو تواجد شمس عودة وهو مصور رويترز الذي احتمى معهما لفترة وجيزة وراء البرميل الإسمنتي. وكتب فالوز أن جمال ومحمد ظهرا في اللقطة الأولى حوالي الثالثة مساءً، وجاء في تقرير إندرلان أن إطلاق النار وقع في الساعة الثالثة مساءً. ولم يتم حل هذه التناقضات، انظر أدناه.
عندما رأى سائق السيارة الأجرة المتظاهرين، رفض الذهاب إلى أبعد من ذلك، أو أوقفه أحد رجال الشرطة. وعندما كان جمال ومحمد على وشك عبور التقاطع سيرًا على الأقدام، بدأ مسلحون فلسطينيون إطلاق الرصاص، فتبادل الجنود الإسرائيليون إطلاقه. وانتظرا إلى أن توقف إطلاق الرصاص، ثم عبرا الطريق. وبدأ إطلاق النار مرة أخرى، فانحنى جمال، ومحمد، وعودة مصور وكالة رويترز، خلف الجدار الخرساني في الجانب الأيسر العلوي/ جنوب شرق الربع من مفترق الطرق، قطريًا من البؤرة الاستيطانية الإسرائيلية. واستخدموا برميل إسمنتي طوله ثلاثة أقدام (0.91 م)، كان ملقى تجاه الحائط، ليحموا أنفسهم من الرصاص. وكانت هناك حجرة رصف كبيرة فوق البرميل، فأتاحت لهم مزيدًا من الحماية. وانتقل بعد ذلك مصو وكالة رويترز بعيدًا، بينما ظل جمال ومحمد هناك وحدهما.

### إطلاق النار وتقارير قناة فرانس 2
| Man and a boy crouching behind a concrete drum; the man is waving |
|                                                                   |
|                                                                   |

محمد ووالده جمال تحت النار (شاهد الفيديو على اليوتيوب)

يقل تركيز الكاميرا مع إطلاق النار

مع انقشاع الغبار يقع الطفل محمد على ساق والديه وهذا هو الإطار الأخير التي بثته القناة الثانية وفي لقطات خام بعد فترة وجيزة من هذه اللقطة يحاول الولد تحريك ذراعه وادعى اتدرلين في وقت لاحق بانه قطع المشهد لتجنيب اثارة الجمهور كون الصبي كان في سكرات الموت ، في حين أن ثلاثة صحفين فرنسيين كبار شاهدوا ذلك يقولون إنها لا تظهر ذلك

وكان أبو رحمة المصور الوحيد الذي سجل الحادث. أقسم في شهادة خطية في 3 أكتوبر 2000، أنه قد صور سبع وعشرين دقيقة من الحادث الذي قال إنه استمر خمس وعشرين دقيقة. وتركزت حوالي أربع وستون ثاتية من اللقطات على جمال الدرة وابنه ومحمد. وتم تحرير الشريط للبث لتصل مدته إلى تسع وخمسين ثانية تعرض مشهد الدرة، ثم أضاف إندرلان تعليقًا صوتيًا. وتظهر اللقطات جمال ومحمد وهما رابضين وراء البرميل، والطفل يصرخ ويحاول والده حمايته. وظهر جمال وهو يلوح تجاه الموقع الإسرائيلي، وظهر أيضًا وهو يصرخ ببعض الكلمات في اتجاه المصور. وكان هناك وابل من الرصاص، فأصبحت اللقطات مشوشة وغير واضحة. وعندما خفت حدة إطلاق النار، أظهرت اللقطات جمال جالسًا في وضع مستقيم، ويبدو أنه قد أصيب، ومحمد ملقى على ساقيه.
تم استدعاء سيارات الإسعاف، لكنها تأخرت بسبب إطلاق النار. وذكر بسام البلبيسي، سائق سيارة الإسعاف التي وصلت أولًا، أنهما قد أصيبا بطلقات الرصاص وقتلا، وهي نفس الحالة التي وجد عليها سائق سيارة جيب فلسطيني. وذكر أبو رحمة أن محمدًا ظل ينزف لمدة 17 دقيقة على الأقل قبل أن تصل سيارة الإسعاف وتحمله، رغم عدم رفع أي فيلم لهذا المشهد. وفي نهاية المطاف، نقلت سيارة الإسعاف جمال وابنه إلى مستشفى الشفاء القريبة من موقع الحادث، في مدينة غزة. واتصل طلال أبو رحمة بالمستشفى، وأخبروه أنه قد تم استلام ثلاث جثث: سائق السيارة الجيب وسائق سيارة الإسعاف، والصبي، الذي كان اسمه في البداية رامي الدرة. ولا تزال هناك بعض الالتباسات حول تسلسل الأحداث؛ انظر أدناه.
في بادئ الأمر، تم بث 59 ثانية من اللقطات على قناة فرانس2 بنشرة الأخبار المسائية، وذلك في تمام الساعة 8:00 مساءً بالتوقيت المحلي (GMT +2)، وبعد ذلك وزعت فرانس 2 عدة دقائق من لقطات الخام في كل أرجاء العالم دون تقاضي الرسوم، وجاء في التعليق الصوتي لإندرلان:

### إصابات جمال ومحمد، والجنازة

أعطى الطبيب الشرعي هذه الصورة للصحفيين. أثيرت تساؤلات عما إذا كانت الصور لمحمد، أو لصبي آخر.

أفادت الأنباء أن محمدًا قد أصيب بعدّة أعيرة نارية. وذكرت مجلة تايم أنه أصيب بجرحٍ قاتلٍ في البطن، وأكد على ذلك الطبيب الشرعي عبد الرازق المصري، الذي ذكر خروج أحشاء الصبي. وعرضت صور تشريح الطبيب الشرعي للصبي على القناة الفرنسية 2 في عام 2008، وأظهرت هذه الصور الإصابات الموجودة في البطن (ولكن انظر أدناه). وخلال جنازة شعبية اهتزت لها القلوب في مخيم البريج للاجئين في ذلك اليوم، كُفّن الصبي بالعلم الفلسطيني ودُفن قبل غروب الشمس، وفقًا للسنة الإسلامية.
وعلى صعيد آخر، أفيد بأن جمال قد ضُرب بعدة أعيرة نارية، وأخرج بعضها من الذراع ومن منطقة الحوض. وقال الدكتور أحمد غديل من مستشفى الشفاء إن جمال قد أصيب بجروحٍ متعددة وبالغة الخطورة نتيجة الإصابة برصاصات عالية السرعة في ذراعه الأيمن وفخذه اليمنى، وفي عدة مناطق من الجزء السفلي للساقين؛ كما قطع أيضًا شريانه الفخذي
في اليوم التالي للحادث، قام طلال أبو رحمة من قناة فرانس2 بالتقاط صور لجمال بالمستشفى. وأجريت مقابلة مع الدكتور أحمد غديل، عرض فيها صور أشعة لمنطقة الحوض والكوع الأيمن. وعرض صاحب العمل الإسرائيلي نقل جمال إلى إحدى مستشفيات إسرائيل، ولكن قابلت السلطة الفلسطينية، أو ربما جمال نفسه، هذا العرض بالرفض. وبدلًا من ذلك، تم نقله جوًا إلى مركز الملك حسين الطبي في العاصمة الأردنية عمان، حيث زاره الملك عبدالله. وذكر الأطباء هناك أنه من الممكن أن تصاب يده اليمنى بشلل دائم. وفي عام 2007، شكك طبيب إسرائيلي بطبيعة الإصابات، حيث أكد علاج جمال من الإصابات المذكورة في سنوات سابقة (انظر أدناه).

### تقرير المصور
استند إندرلان في ادعائه بأن القوات الإسرائيلية قد أطلقت النيران على الصبي، على تقرير المصور طلال أبو رحمة. ونقلت صحيفة الغارديان قول أبو رحمة عن قوات الدفاع الإسرائيلية «إنها كانت تستهدف الصبي، وذلك ما أذهلني بالطبع، فلم توجه هذه القوات النيران على الصبي مرة فحسب، بل وجهتها عدة مرات». وذكر أبو رحمة أن إطلاق النار كان يأتي أيضًا من ناحية قوات الأمن الوطنية الفلسطينية بالبؤرة الاستيطانية جنوب مفترف الطرق، خلف البقعة التي ربض فيها محمد وجمال، لكنه قال إنها لم تكن تطلق النار عندما أصيب محمد. وقال إن النيران الإسرائيلية كانت موجهة إلى هذه البؤرة. وعلى بعد ثلاثين مترًا، كانت توجد قاعدة أمامية فلسطينية أخرى. وذكر أن ما استرعى انتباهه إلى الصبي، هو وجود مصور رويترز، شمس عودة، الذي احتمى مع الصبي وأبيه لفترة وجيزة خلف البرميل الإسمنتي. وأبلغ أبو رحمة الإذاعة الوطنية العامة في 1 أكتوبر 2000 قائلًا:
«رأيت الصبي مصابًا في ساقه، وكان أبوه يستغيث. ثم رأيت الأب أيضًا مصابًا في ذراعه. وكان الأب يطلب سيارة إسعاف لإنقاذه، ولكنني لم أتمكن من رؤية سيارة الإسعاف... لم أكن بعيدًا، ولربما كانت المسافة بيني وبينهم (جمال ومحمد) حوالي 15 أو 17 مترًا. ولكن لم يتمكن الأب من إيقاف سيارات الإسعاف بالتلويح. ونظر إلي وقال» ساعدني«فقلت له» لا أستطيع، لا أستطيع مساعدتك«. وحتى ذلك الحين، كان ضرب النار ثقيلًا حقًا... فقد كانت السماء تمطر رصاصًا، لأكثر من 45 دقيقة. ثم سمعت» بووم«أي انفجار مع رؤية الغبار. فنظرت إلى الصبي، وصورته وهو مستلقى في حضن أبيه، وكان الأب مصابًا بجروح خطيرة، وكان بالفعل يشعر بدوار. وقلت» يا إلهي، قتل الصبي، قتل الصبي«، كنت أصرخ، وقد فقدت صوابي، فبينما أنا أصور، قتل الصبي...».
وقال أبو رحمة إنه تمكن من الفرار من مكان الحادث، بعد مرور ساعة على نقل سيارة الإسعاف للصبي ووالده. وفي عام 2002 ذكر طلال للصحفي الألماني استير شابيرا أنه اختبأ وراء شاحنة صغيرة بيضاء ليؤمن نفسه أثناء التصوير، وأنه انتظر 15 دقيقة بعد انتهاء إطلاق النار حتى يصبح الوضع آمنًا ليصل إلى الاستديو الخاص به في غزة لإرسال اللقطات عبر القمر الصناعي إلى مكتب فرانس 2 في القدس، حيث شاهد إندرلان اللقطات وجمع تقريره. وفي شهادة خطية بتاريخ 3 أكتوبر 2000، أقسم فيها أبو رحمة أن الجنود الإسرائليين قتلوا الصبي عمدًا وبطريقة وحشية، قال: «يمكنني تأكيد أن إطلاق النار على الطفل محمد ووالده جمال جاء من الموقع العسكري الإسرائيلي المذكور أعلاه، كما كان الموقع الوحيد المحتمل أن يأتي إطلاق النار على الصبي ووالده منه. ولذا من خلال المنطق والسجية، وواقع خبرتي الطويلة في تغطية الأحداث الساخنة والمواجهات العنيفة، وقدرتي على تمييز أصوات إطلاق النار، أستطيع أن أؤكد أن الجيش الإسرائيلي قتل الصبي بالرصاص عمدًا، وأصاب والده». وتم تسليم هذه الشهادة إلى المركز الفلسطيني لحقوق الإنسان في غزة، ووقعها المصور في وجود محامي حقوق الإنسان. وفي وقت لاحق، ذكر مدير الاتصالات في فرانس2، كريستين ديلافينات، أن أبو رحمة نفى اتهامه للجيش الإسرائيلي بإطلاق النار عمدًا على الصبي، وأن هذا قد نسب إليه زورًا.

### رد فعل إسرائيل

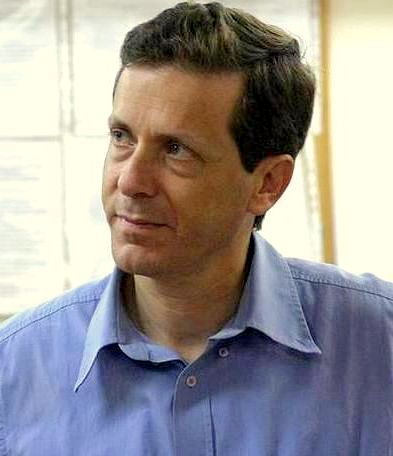
إسحاق هرتصوغ، أمين مجلس الوزراء الإسرائيلي، الذي ذكر أن القوات الفلسطينية كان بإمكانها إنقاذ الصبي.

وبمرور الوقت، تغير موقف الحكومة الإسرائيلية والجيش الإسرائيلي، من تحمل المسؤولية في أكتوبر 2000 إلى التراجع عن ذلك في سبتمبر 2007. وكان رد الجيش الإسرائيلي عندما اتصل بهم إندرلان قبل بث الشريط هو أن الفلسطينيين «يستغلون النساء والأطفال بشكل ساخر»، الأمر الذي جعل إندرلان يتخذ قرارًا بعدم البث. وبعد يوم من إطلاق النار، أصدر الجيش الإسرائيلي بيانًا قال فيه إنه من المستحيل تحديد مصدر إطلاق النار. وفي الثالث من أكتوبر، صرح قائد العمليات في الجيش الإسرائيلي الميجور جنرال جيورا إيلاند أن الجنود الإسرائليين هم من أطلقوا الرصاص؛ وقال إن الجنود كانوا يطلقون النار من الشقوق الصغيرة في الجدار، ولم يكن لديهم مجالًا للرؤية الواضحة. وصرح الملازم الثاني عيدان كريس، الذي تولى قيادة فصيل الهندسة في البؤرة الاستيطانية الإسرائيلية في ذلك الوقت، والمقدم نزار فارس من كتيبة هيرف، والذي كان يقود العمل في البؤرة الاستيطانية في ذلك التوقيت، أنهما لا يعرفان من قتل الصبي، ولم يراه أحد من القوات الإسرائيلية. وقال أمين مجلس الوزراء الإسرائيلي، إسحاق هرتصوغ، إن قوات الأمن الفلسطينية كانت من الممكن أن تتدخل في الأمر«إذا كانت تريد إنقاذ الصبي». وذكر ل بي بي سي، «أن القوات الفلسطينية كانت من الممكن أن تجول في الساحة وتطالب» بوقف إطلاق النار«... وإنقاذ الصبي». وأفاد بأن الإسرائيليين كانوا يحاولون التحدث إلى القادة الفلسطينيين لساعات طويلة
وفي أواخر تشرين الأول/أكتوبر 2000، شكل قائد الجيش الإسرائيلي الميجور جنرال يوم توف سامية، فريقًا لإثارة الجدل مكون إلى حد كبير من المحققين غير العسكريين (انظر أدناه)، والذي خلص إلى أنه من الممكن أو المؤكد أن الجيش الإسرائيلي ليس مسؤولًا عن مقتل الصبي، وذلك حسب ما ذكره قائل البيان. لم يتم نشر تقرير المحققين، ولكنه قدم في عام 2001 إلى المتحدث الإعلامي باسم رئيس الوزراء الإسرائيلي، رعنان جيسين، ودانيال سيمان، مدير مكتب الصحافة الحكومي الإسرائيلي. بدأ جيسين وسيمان الطعن فيما أذاعته فرانس2، في مقابلاتهما الإعلامية، لدرجة وصلت إلى تهديد شبكة فرانس2 مكتب رئيس الوزراء ثلاث مرات باتخاذ الإجراءات القانونية. في عام 2005، أنكر الميجر جنرال ايلاند علنًا اعتراف الجيش بتحمل المسؤولية، وفي سبتمبر 2007 أقر مكتب رئيس الوزراء بصحة بيان مكتب الصحافة الحكومي حول إخلاء مسؤولية الجيش الإسرائيلي بشأن حادث مقتل الصبي. وكتب سيمان أنه تمت الموافقة على ذلك البيان بشكل جزئي، نظرًا لإحجام إسرائيل عن دعم فيليب كارسنتي في التشهير بقناة فرانس2، وعن التعامل معه (انظر أدناه)، بسبب عدم الرغبة في ظهورها دولة تتدخل في قوانين وإجراءات دولة أخرى. ولكن أساء العالم فهم ذلك، واعتبره تصديقًا من إسرائيل على صحة تقرير فرانس 2.

## الجدل حول الحادثة

### نظرة عامة
وبجانب الرأي القائل بأن النيران الإسرائيلية قتلت الصبي، ظهرتا قصتان بديلتان، عرفت إحداهما باسم «المعتدلة» والأخرى ب«المتطرفة». وجاء في القصة«المعتدلة» أن إطلاق النيران الفلسطينية هي السبب في وفاة الصبي، أو أن الفاعل مجهول. بينما نصت القصة«المتطرفة» على أن الفلسطينيين دبروا هذه الحادثة لأغراض دعائية دون علم إندرلان، وأن الصبي قد لا يكون ميتًا على الإطلاق، أو ربما يكون قد قتل كجزء من المسرحية التي ألفها، ومثلها، وأخرجها الفلسطينيون.
وتركز الجدل على محورين: لقطات الخام وتفسير إندرلان لها، وعدم وجود أي تحقيق في وفاة الصبي. وهناك التباس حول وقت وقوع الحادث، وعدد اللقطات التي تم تصويرها، وسبب عدم وضوح اللقطة التي أطلقت فيها النيران، وسبب قطع قناة فرانس2 المشهد الأخير، وعدم تحديد الوقت الذي وصل فيه الصبي إلى المستشفى. لم تجر أية اختبارات بالستية [مبهم]. وفي غضون أيام من وقوع الحادث، هدم الجيش الإسرائيلي الجدار والاسطوانة الخرسانية التي قيل أن آل الدرة قد احتموا خلفهما؛ وذكرت القوات الإسرائيلية أنها فعلت ذلك لهدم مخابئ القناصة. وليس هناك دليل على انتشال الرصاص، سواءً من مكان وقوع الحادث، أو من الجثث، أو من جسد جمال. لم يكن هناك تشريح كامل، على الرغم من أن الطبيب الشرعي فحص جثة الصبي بالفعل. وفي مقابلة مع استير شابيرا في عام 2002، قال المصور أبو رحمة إن الرصاص انتشل بالفعل. واقترح أبو رحمة أن يسأل شابيرا جنرال فلسطيني محدد بشأن ذلك. وأخبر الجنرال شابيرا بأنه لا توجد لديه أي رصاصات، وأنه لم يجر أية تحقيق فلسطيني لأنه لم يكن هناك أي شك حول الجهة التي أطلقت النار على الصبي. وعندما أخبر أبو رحمة بأن الجنرال لم يتحفظ على رصاص، وقال إن قناة فرانس 2 جمعت الرصاص من مكان الحادث. وقال:«نحتفظ ببعض الأسرار لأنفسنا ... ولا يمكن أن نفصح عن أي شيء ... كل شيء.»

### التباسات حول زمن وقوع الحادث
لقد نشأ التباس أيضًا حول زمن وقوع الحادث، فتشير بعض التقارير إلى أن الصبي قتل قبل العاشرة صباحًا، ويشير البعض الآخر إلى قتله عند الظهر، وتشير تقارير أخرى إلى أنه قتل في تمام الساعة الثالثة مساءً. وهناك التباس غير مفصول فيه داخل قناة فرانس2، في حين أن تم بث تقرير إندرلان في النشرة الإخبارية المسائية على قناة فرانس2، في تمام الساعة الثامنة مساءً، كان ذلك في الثالثة مساءً (توقيت جرينتش +3) حسب التوقيت المحلي لإسرائيل. وفي عام 2003، كتب جيمس فالوز في جريدة ذا أتلانتيك أن جمال ومحمد ظهرا للمرة الأولى في اللقطات الساعة 3:00 مساءً، قائلًا إن الوقت يمكن أن يفصل فيه من خلال تعليقات جمال وبعض الصحافيين اللاحقة على مكان وقوع الحادث، ومن خلال قياس طول الظلال. كتب براين ويتاكر في صحيفة الغارديان في عام 2000 أن الخبر وصل لأول مرة في لندن من خلال وكالة أسوشيتد برس الساعة 6:00 مساءً بتوقيت جرينتش (GMT +1)، وبعد دقائق، تبع هذا الخبر تقرير مماثل من وكالة رويترز.
وتكذيبًا للتقارير التي أفادت أن الطفل قد قتل في تمام الساعة الثالثة مساءً، فإن الطبيب محمد الطويل، الذي سلم الصبي إلى المستشفى، أخبر استير شابيرا أنه سلم الصبي في تمام العاشرة صباحًا. وأصر أبو رحمة، مصور قناة فرانس 2 على أن إطلاق نار الكثيف كان قد بدأ عند الظهر. ووفقًا لستيفان جوفا من وكالة أنباء إسرائيلية، ذكر الدكتور جمعة السقا، وهو طبيب آخر بمستشفى الشفاء، أنه تم استلام محمد الواحدة مساءً. وصرح فالوز أنه رأى تقرير المستشفى وفيه«مقتل صبي طوله 50.8 سم، بقطع في بطنه، وتم استلام هذه الجثة في تمام الساعة الواحدة مساءً». وذكر فالوز وجود تباين فيما يتعلق بوقت الجنازة. وكان هناك صبي ملفوف في العلم الفلسطيني، ووجهه مكشوف، ذكر فالوز أن هذا الطفل يشبه محمد، وتم حمله في شوارع مخيم اللاجئين أمام الآلاف من المشيعين. وصرحت العديد من وكالات الأنباء أن ذلك وقع مساء يوم 30 سبتمبر. قال فالوز يبدو أن جرى ذلك في ضوء الشمس الكامل، مع الظلال مما يشير إلى أن الجنازة كانت في منتصف النهار.
وبالإضافة إلى الالتباس الذي نشأ حول وقت وقوع الحادثة، أطلقت التقارير المبدئية على الصبي اسم رامي الدرة. وأوضح أبو رحمة في وقت لاحق أنه كان يعتقد أن اسم الصبي هو رامي إلى أن تعرف مراسل الأخبارالمحلية بقناة سي بي أس، والذي كان متزوجًا من شقيقة جمال، على الصبي ووالده عند مشاهدة اللقطات. وكان هذا الالتباس الأول الذي نشأ حول زمن الحادثة وحول اسم الضحايا، أحد الحجج التي قدمتها الصحافية الألمانية استير شابيرا لإثبات أن حوادث إطلاق النار في ذلك اليوم قد شملت حادثة الدرة (انظر أدناه).

### أكتوبر 2000: تحقيقات الجيش الإسرائيلي
بعد وقت قصير من زمن وقوع الحادث، شكل اللواء يوم توف سامية، وهو قائد الجيش الإسرائيلي بالجنوب، فريقًا من المحققين، وبالرغم من ذلك، فإن مدى ما إذا كانت هذه التحقيقات رسمية أم لا، لايزال أمرًا غير واضح. وصرح شائول موفاز، رئيس أركان الجيش الإسرائيلي، بأن سامية هو الذي شكل هذا الفريق وحده، وليست هيئة الأركان العامة للجيش الإسرائيلي، ولكن ذكر المتحدث الصحفي باسم الحكومة الإسرائيلية، دانيال سيمان في عام 2008 أن التحقيق كان رسميًا بمقتضى رتبة سامية. وكتب جيمس فالوز أن المعلقين الإسرائيليين شككوا في صحة التحقيق بمجرد بدئه. وأطلقت عليه صحيفة هآرتس «مسعى القراصنة». وبدأ الفريق في تحقيقاته بقيادة الفيزيائي ناحوم شاهاف، والمهندس والمدير الأسبق لمعهد إسرائيل للإنتاجية، جوزيف دوريل. وضم الفريق الفيزيائي ورئيس فريق العلماء في أنظمة إليسرا "Elisra" مئير دانينو؛ وخبير المقذوفات والرئيس السابق لمعمل الأسلحة في المختبر الجنائي لتحديد الهوية في الشرطة بإسرائيل؛ والرئيس المشرف إليوت سبرينغر، أيضًا من المختبر الجنائي لتحديد الهوية. ولم يتم الإفراج عن قائمة كاملة من الأسماء للأبد. ورفض طلب الصحيفة برؤية أمر تعيين هؤلاء.
ويعرف ناحوم شاهاف بكونه واحدًا من أهم مطوري الطائرات الخفيفة بدون طيار وأجهزة الفيديو، ومنحته وزارة العلوم الإسرائيلية ميدالية في عام 1997 نظيرًا لعمله على ضغط الفيديو الرقمي وبثه. وقال إنه كان يعمل مخترعًا في وقت سابق، ومنذ فترة كان مدربًا في عروض الطائرات الشراعية في ولاية كاليفورنيا.وطبقًا لما ذكره عنات سيجلمان بصحيفة هآرتس، شارك شاهاف في بعض نظريات المؤامرة المحيطة باغتيال رئيس الوزراء الإسرائيلي إسحاق رابين في عام 1995. واتصل شاهاف بسامية بعد وقت قصير من حادث الدرة ليخبره أنه لاحظ حالة شاذة، وهي أن البرميل الإسمنتي نفسه لم يلحق به أي تلف، على الرغم من أن الدرة ووالده احتموا خلفه، وزعم أنه تم ضرب النار عليهم من اتجاه ما ولا بد أن يخلف ذلك ثقبًا في البرميل. واقترح شاهاف أن يقوم هو ودوريل -حيث تعرفا على بعضهما من المناقشات السابقة التي أجريت حول اغتيال رابين- بإجراء تحقيق حول حاذث الدرة، دون تقاضي تكاليف هذا التحقيق. وذكر إندرلان أن شاهاف كتب إليه يطلب نسخة غير منقحة من اللقطات، قائلًا إنها«لمختلف الجماهير المهنية، بما في ذلك أفلام المدارس»، وبجانب توقيعه، جاء اسم شركة" Eye to Eye" للاتصالات. ولكن رفض إندرلان، وشعر بعد ذلك بالقلق، حيث علم أن شاهاف على اتصال بفريق تحقيق الجيش الإسرائيلي.

#### إعادة تمثيل الحادث
بنى شاهاف ودوريل نموذجًا للجدار، والأسطوانة، كما نشر الجيش الإسرائيلي جنوده في موقع بالقرب من بئر السبع في صحراء النقب. وكتب فالوز أن الأسطوانة الخرسانية التي يبلغ سمك جدرانها اثنين بوصة، والتي وقعت بين آل الدرة والخط الإسرائليي لإطلاق النار، يمكن رؤيتها في اللقطات بدلالة من المكتب الإسرائليلي للمعايير. وسمح ذلك لشاهاف ولدوريل بتحديد أبعادها وتكوينها.واستخدما الدمى لتجسيد جمال الدرة وابنه، ثم كررا إطلاق النار باستخدام سلاح بندقية إم 16. وخلفت كل رصاصة ثقب يبلغ عمقه ما بين خمسي إلى أربعة أخماس شبر في الأسطوانة.وبالفعل تظهر اللقطات التي أخذتها عدسة مصور قناة فرانس2، طلال أبو رحمة، بعد يوم من الحادث، عشر فجوات على جانب الأسطوانة التي واجهت الجيش الإسرائيلي، ولكن يقال أن الصور لا تظهر أي تلف على الجانب الذي جثم في مقابله جمال وولده. وبهذا، خلصا شاهاف ودوريل إلى أن الرصاص لم يطلق في اتجاه الصبي وولده من خلال الأسطوانة. واستنتجا أن الشكل الدائري لثقوب الرصاص في الجدار يدل على أن هذه الرصاصات لم تأت من جهة الجيش الإسرائيلي. وأطلقا شاهاف ودوريل النار على الجدار الخرساني الذي أعيد بناؤه من زوايا مختلفة، ووجدا أن الأمر يتطلب منهما إطلاق النار من زاوية واحدة وعلى التوالي لإحداث هذه الحفرة المستديرة. وبتمثيلهما لإطلاق النار من موقع الجيش الإسرائيلي، اتضحا لهما أن إطلاق الرصاصة من هذه الزاوية، يشكل حفرة مستطيلة وليست دائرية. وخلصاإلى أن الأدلة كانت متسقة مع الطلقات القادمة من وراء مصور قناة فرانس 2، وتقريبًا من الساتر الترابي الدفاعي في الربع الشمالي الغربي من مفترق الطرق، حيث يزعم أن ضباط الشرطة الفلسطينية قد وقفوا هناك، مسلحين ببنادق أوتوماتيكية (انظر أعلاه).

#### الاستنتاجات، وسحب المسؤولية الإسرائيلية

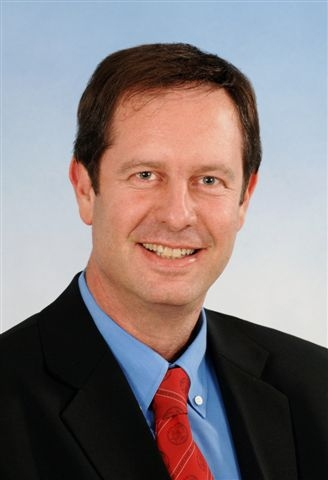
عضو الكنيست عوفير بينس-باز الذي صرح بأن التحقيق كانت له «نتائج متوقعة سلفًا».

في 23 أكتوبر 2000، دعا شاهاف ودوريل طاقم تصوير قناة CBS لالتقاط إعادة تمثيل الحادث، وأخبر دوريل المراسل بوب سيمون، بأنه يعتقد أن وفاة الصبي حقيقية، ولكنها قد نظمت لتدنيس سمعة إسرائيل، وصرح دوريل بأن ذلك قد شمل معرفة المصور والد الطفل، على الرغم من أن هذا الأخير لم تنفذ مقتل الصبي. وقد بثت هذه المقابلة في الثاني عشر من نوفمبر/ تشرين الثاني. ولما شاهدها سامية، فصل دوريل من فريق التحقيق. لم ينشر التقرير قط. وقد تم عرضه على رئيس الاستخبارات العسكرية الإسرائيلية، وقدمت النقاط الرئيسية لوسائل الإعلام في نوفمبر 2000 بعدم استبعاد الجيش الإسرائيلي من إطلاق النار على الصبي، على الرغم من وصف ذلك بأنه أمر غير مرجح. وعرض التقرير على داني سيمان ومستشار وسائل الإعلام الأجنبية لرئيس الوزراء، الدكتور رعنان جيسين، في أوائل عام 2001؛ وصرح سيمان أن التحقيق أقنعه بأن قصة فرانس 2 لم تكن دقيقة. فقد أثار التحقيق انتقادات واسعة النطاق. وجاء في كلمة عدد هآرتس بقلم رئيس التحرير«أنه من الصعب أن يصف بعبارات خفيفة غباء هذا التحقيق الغريب». وصرح عضو الكنيست عوفير بينس-باز أن الجيش باشر التحقيق بنتائج متوقعة سلفًا. وذكر أحد كبار ضباط الجيش دون ذكر اسمه أن التحقيق كان وصمة عار أدت إلى تراكم الخزي على حادث مروع.
في فبراير 2005، قدم شاهاف وجهات نظره للأكاديمية الأمريكية لعلوم الطب الشرعي. وبالإضافة إلى استنتاج أن مسلحين فلسطينيين أطلقوا الرصاص، ذكر أيضًا أن الجرح العميق الذي وجد في جسد محمد والذي وصفه أحد الأطباء، أكثر اتساقًا مع جرح سكين من رصاصة. وقال أن الأدلة التي ذكرها الأطباء لاتتفق مع صور جثة الصبي، مما يثبت أن الصبي القتيل في الصور لم يكن الدرة، مشيرًا إلى أن الجثة قد وصلت إلى المستشفى قبل الإبلاغ عن بدء الحادث، وأن علامات الإصابة على جسم الصبي لا تتفق مع دماء جديدة. وأضاف أن هناك عدة حوادث مصطنعة، بما في ذلك الاشتباكات المسلحة، والتي كانت جلية في اللقطات التلفزيونية.
في سبتمبر 2007، سحب بيان مكتب الصحافة الإسرائيلية الحكومي، بتصديق من مكتب رئيس الوزراء، أكتوبر قبول الجيش الإسرائيلي تحمل المسؤولية في أكتوبر 2000 (انظر أعلاه للحصول على مزيد من التفاصيل).وفي عام 2008، أعلن المتحدث باسم الجيش الإسرائيلي، العقيد شلومي أم- شالوم أن تقرير شاهاف أظهر أن الجيش الإسرائيلي لا يمكن أن يكون قد قتل محمد، وطالب قناة فرانس2 بإرسال لقطات الخام غير المحررة والتي كانت مدتها 27 دقيقة إلى الجيش الإسرائيلي وكذلك اللقطات التي أخذها مصور القناة في اليوم التالي للحادث.
في شهر مايو عام 2013، خلصت لجنة تحقيق إسرائيلية شكلها وزير الدفاع موشيه يعلون، قبل عد سنوات برئاسة ويوسي كوبرفاسر، إلى أن الدرة لم يصاب وأن شريط الفيديو الذي صورته قناة فرانس 2 كان مدبرًا له.
واستنكر تشارلز إندرلان من قناة فرانس2، كما استنكر جمال الدرة استنتاجات هذه اللجنة. وقال الجميع إنهم كانوا على استعداد للتعاون مع«تحقيق دولي مستقل» في الحادث.

### تساؤلات حول لقطات الحادث

#### المدة التي استغرقتها
هناك التباس بشأن المدة التي استغرقتها هذه اللقطات وبشأن ما تعرضه. وذكر أبو رحمة أن تبادل إطلاق النار استمر 45 دقيقة، وأنه تم تصوير حوالي 27 دقيقة من ذلك. وفيما يزيد قليلًا عن دقيقة واحدة ظهر محمد ووالده، وبثت 59 ثانية. ولم يظهر الصبي مقتولًا في أي مشهد، وبالرغم من ذلك أعلن إندرلان بالفعل نبأ وفاته:" وابل آخر من الرصاص، راح إثره محمد، وأصيب والده بجروح خطيرة. " وقطع إندرلان بضع ثوان من النهاية، والتي ظهر خلالها الصبي رافعًا يده بعيدًا عن وجهه، مما دفع النقاد إلى القول بأنه نظر نظرة خاطفة إلى الكاميرا. وقال إندرلان إنه قطع هذا المشهد وفقًا للميثاق شرف قناة فرانس2، لأنه أظهر الصبي وهو في سكرة الموت وكان ذلك أمرًا«لا يحتمل»
كانت مسألة اللقطات أكثر اضطرابًا في نوفمبر 2007. ورفعت قناة فرانس2 دعوى قضائية ضد معلق وسائل الإعلام الفرنسية، فيلي كارسنتي، بتهمة القذف، بعد أن وجه كارسنتي اتهامه للقناة ببث خدعة. وقضت المحكمة لصالح فرانس 2، ولكن كارسنتي استأنف الحكم، انظر أدناه. وطلبت من محكمة الاستئناف برؤية اللقطات، وفي نوفمبر 2007، قدمت فرانس 2 للمحكمة 18 دقيقة فقط من هذه اللقطات. ووفقًا لوكالة فرانس برس، صرحت فرانس 2 أن بقية اللقطات تم حذفها لأنها لم تكن حول مشهد إطلاق النار. ثم ذكر إندرلان بعد ذلك أنه لم يكن هناك مطلقًا 27 دقيقة من اللقطات؛ ووفقًا لصحيفة جيروزاليم بوست صرح إندرلان قبل عرض اللقطات قائلًا:«أنا لا أعرف من أين جاءت ال 27 دقيقة. فلم يكن هناك سوى 18 دقيقة تسجل لقطات إطلاق النار في غزة».

#### مشاهدة الصحافيين الفرنسيين للقطات: 2004
وفي فبراير 2004، أصبح أرليت شابو مدير قطاع الأخبار بفرانس2، ليحل بذلك محل أوليفييه مازرول، الذي شغل هذا المنصب منذ مارس 2001. في 22 أكتوبر 2004، سمحت القناة لثلاثة من كبار الصحافيين بمشاهدة اللقطات- رئيس تحرير صحيفة «اكسبريس» دينيس جيمبار، والمراسل السابق بقناة فرانس2 ورئيس قسم الأخبار الوثائقية في آر تي، شبكة التليفزيون التي تديرها الدولة، دانيال لوكونت، ومدير التحرير السابق لصحيفة لوموند، ولوك روزنزويج. طلب الصحافييون التحدث إلى المصور، الذي كان في باريس في ذلك الوقت، ولكن فرانس2 أخبرتهم بأنه لا يتحدث الفرنسية، وأن لغته الإنجليزية ليست جيدة بما يكفي.
وبعد مشاهدة اللقطات، كتب جيمبار ولوكونت في صحيفة لو فيغارو في 25 يناير 2005، أنه لم يكن هناك مشهد يظهر فيه الصبي مقتولًا. وعندما ذكر إندرلان أن محمدًا قتل، كتبا«أنهما لا يمكنهما تحديد ما إذا كان الطفل مقتولًا بالفعل أم لا، ولا يمكنهما أيضًا التأكد من أن جنود الجيش الإسرائيلي هم من أطلقوا النيران على الصبي». وفي حين أنهم لا يعتقدون أن الحادث مدبر، قالوا إن اللقطات لم تظهر سكرة موت الصبي. وكتبا أن هذه«المعاناة» الشهيرة التي أصر إندرلان على قطعها في المونتاج«لا وجود لها».
وأظهرت أول 23 دقيقة من اللقطات الفلسطينيين وهم في حالة حرب أمام الكاميرات، ثم سقطوا على الأرض كما لو أنهم أصيبوا، ثم قاموا وذهبوا بعيدًا. وقال مسؤول بقناة فرانس2«أنت تعرف أن الأمر دائمًا من هذا القبيل» ذلك التعليق الذي ذكر لوكونت أنه مثير للقلق. وأضاف«اعتقد انه إذا كان هناك جزء من هذا الحدث الذي أقيم، فإنها يجب أن أقول أنه» قال:«اعتقد أن كان هناك جزء مدبر من هذا الحادث، فلابد أن يصرحون بأن هناك أمر مدبر، وأن ذلك يمكن أن يحذث في هذه المنطقة وفي كثر من الأحيان لألف سبب وسبب». لم يخلص لوكونت إلى أن إطلاق النار كان أمرًا ملفقًا. وقال:«في لحظة إطلاق النار لم يكن الأمر مجرد تمثيل، بل هناك إطلاق نار حقًا، وليس هناك شك في ذلك». وفي حوار له مع سايبر كاست نيوز، ذكر أنه يعتقد أن الفلسطينيين أطلقوا النيران على الصبي. وأضاف أن«الفلسطينين كانوا وحدهم القادرين على رمي الطفل بالرصاص من موقعهم»، ثم أضاف قائلًا إن«كانت هذه رصاصات الجيش الإسرائيلي، أنها ستكون الرصاص غريبة جدًا لأنها كانت لابد أن تكون قاب قوسين أو أدنى». ورفض تفسير فرانس2 -بأنه ربما أن ارتدت الرصاصات التي ضرب بها الصبي بعيدًا عن الأرض. «ويمكن أن يحدث ذلك مرة واحدة، ولكن يتطلب ذلك أن تكون هناك ثماني أو تسع رصاصات، فتكون قاب قوسين أو أدنى؟ إنهم يقولون أي شيء».
واختلف الصحفي الثالث الذي شاهد اللقطات، لوك روزنزويج- والذي كان قد كتب سابقًا تقريرًا جيمبار ولوكونت مع حول الحادث لوكالة أنباء المطلة (مينا؛ انظر أعلاه)، مع جيمبار ولوكونت. واستنتج أن إطلاق النار كان قد نظم واصفًا إياه بأنه«جريمة كاملة ارتكبتها وسائل الإعلام». واتفقا جيمبار ولوكونت مع وروزنزويج على عدم مناقشة ما شاهدوه من اللقطات حتى يتفقوا على رأي واحد، ولكن روزنزويج تحدث إلى مينا حيال ذلك، ونشرت مينا روايته، وخلصت إلى أنها تؤيد فكرة التدبير والتنظيم للحادث. ونأى جيمبار وكذلك لوكونت بأنفسهما عن ذلك الاستنتاج. وكتبا في لو فيغارو:«لهؤلاء الذين حاولوا استغلالنا مثل وكالة أنباء مينا، لتأكيد النظرية القائلة بأن وفاة الطفل كانت مدبرة من قبل الفلسطينيين، فنحن نقول إنهم يعملون على تضليلنا وتضليل قرائهم. ليس فقط لأننا لا نشاركهم هذا الرأي، ولكننا نشهد بواقع معلوماتنا الحالية حول القضية، بأنه ليس هناك ثمة شيء يدعم هذا الاستنتاج. وفي الواقع، فإن العكس هو الصحيح».

##### رد إندرلان
وفي 27 يناير، وفي صحيفة لو فيغارو أيضًا، رد إندرلان على مقال لوكونت وجيمبار. وقال إن حملة ترويج الشائعات ضده أدت إلى تلقيه تهديدات بالقتل، أخذتها الشرطة الإسرائيلية على محمل من الجد وأجبرته على مغادرة منزله. وكتب أنه قال إن الإسرائيليين هم من أطلقوا الرصاص وذلك لأنه يثق في المصور، الذي كان يعمل في قناة فرانس 2 منذ عام 1988. كان المصور أول من قدم هذا الادعاء أثناء البث، وفيما بعد قد أثبت صحته الصحفييون والمصادر. وذكر إندرلان أن الجيش الإسرائيلي لم يستجب لعروض فرانس 2 بالتعاون في التحقيق. وكتب أن«الصورة تتفق مع حقيقة الوضع» و«ليس فقط في غزة بل أيضًا في الضفة الغربية.» وقال نقلًا عن بن كاسبي في صحيفة معاريف الإسرائيلية، إنه خلال الأشهر الأولى من الانتفاضة الثانية، كان الجيش الإسرائيلي قد أطلق 700.000مليون طلقة ذخيرة في الضفة الغربية و 300.000 في قطاع غزة. وقال إنه في الفترة من 29 سبتمبر إلى أواخر تشرين الأول عام 2000، قتل 118 فلسطينيًا، من بينهم 33 تحت سن الثامنة عشر، مقارنة ب 11 شابًا إسرائيليًا، خلال الفترة نفسها.

### فيلم أستير شابيرا الوثائقي

#### 2002: ثلاث رصاصات، وصبي مقتول
وفي مارس 2002، نشرت شبكة البث الألمانية إيه ار دي تقريرًا كتبته أستير شابيرا بعنوان"Drei Kugeln und ein totes Kind"(ثلاث رصاصات، ومقتل صبي). وأخبرت والدة محمد شابيرا أن محمدًا قد ذهب مع والده إلى غزة بعد تناول وجبة الإفطار في الساعة العاشرة صباحًا بالتوقيت المحلي (GMT +3). وقال جمال إنهما وصلا إلى مفترق الطرق حوالي الساعة الحادية عشر صباحًا، ثم ذهبا إلى مزاد سيارات. وفي منتصف النهار، اقتربا مرة أخرى من التقاطع وذلك في طريقهما للعودة في سيارة أجرة، ولكن كان التقاطع مغلقًا أمام السيارات وذلك للسماح لسيارات الإسعاف بالمرور من خلاله، لذا شرعا في السير على الأقدام. وفي حوالي منتصف النهار، كانت هناك ذخيرة حية على نحو مفاجئ. وعند النقطة التي ظهر فيها محمد في حضن أبيه، ذكرت شابيرا أن هناك يدًا غطت عدسة كاميرا فرانس2، وانقطع الفيلم، واسترجع التصوير فقط عندما قد استقر الغبار. وأخبرها أبو رحمة بأنه وصل إلى الاستديو الخاص به في قطاع غزة الساعة 4:15 مساءً بتوقيت جرينتش(GMT +3)، ومعه 60 دقيقة من لقطات الفيديو، حيث كان من المقرر أن يسلم الصور مكتب فرانس2 بالقدس عبر القمر الصناعي في تمام الساعة الرابعة والنصف مساءً. وقال إنه سلم ست دقائق مرة أخرى إلى القدس، التي وصفها بأنها«من بداية إطلاق النار حتى النهاية.» وذكر شابيرا أن اللقطات وصلت استوديو فرانس2 في حوالي السادسة مساءً. وطلب إندرلان تصريحًا من الجيش وجمع تقريره.
وتقابلت شابيرا مع ثلاثة جنود إسرائيليين مجهولين كانوا في الخدمة في موقع الجيش الإسرائيلي. وقال واحد منهم إنهم كانوا يعرفون أن شيئًا ما كان على وشك الحدوث، وذلك بسبب وجود عدد من طواقم الكاميرا التي قد تجمعت، وقالت شابيرا إن عشرة على الأقل من المصورين الفلسطينيين وأطقم التصوير الذين يعملون في وكالات الأنباء الغربية تجمعوا عند التقاطع. وبدأ الوضع يتصاعد في منتصف النهار. وقال أحد الجنود إن النار الحية أطلقت من جهة الكتل الفلسطينية الشاهقة التي تعرف باسم«التوأمين»- انظر إلى الربع السفلي على الجانب الأيمن من هذه الصورة. وقال الجندي إن الرصاص كان يطلق على موقع الجيش الإسرائيلي، وأضاف أنه لم ير آل الدرة. ورد الإسرائيليون على ذلك بإطلاق النار على محطة فلسطينية تقع على بعد 30 مترًا على يسار الدرة ووالده؛ وقال الجندي إنه تم تجهيز أسلحتهم بالبصريات التي مكنتهم من إطلاق النار بدقة. ويرى الجندي أن إطلاق النار لم من قبيل الصدفة، وذلك لأن المسافة كانت قريبة جدًا، وكانت الرؤية واضحة للغاية، ولكن لم يطلق النار بداية من الموقع الإسرائيلي.
وفي أكتوبر 2002، نظمت رابطة الدفاع عن اليهودية بفرنسا مظاهرة تكونت من 1,000 محتج خارج مكتب فرانس 2 في باريس، حيث عرض الفيلم الوثائقي لشابيرا على شاشة عملاقة، وحازت قناة فرانس 2 وإندرلان على«جائزة التضليل.»  وصف إندرلان الحدث بأنه تحريض متعمد على الكراهية والعنف. كتب المؤرخ الإسرائيلي توم سيغف أن هذا الفيلم لم يأت بجدبد عن الحادث، ولكنه نقل لنا قوة الدعاية وإخفاقات مكتب المتحدث الرسمي باسم الجيش الإسرائيلي. وأضاف أن شابيرا لم تنجح في استبعاد فكرة أن الجيش الإسرائيلي قتل الصبي، ولكنها قد أظهرت أنه يستحيل على وجه اليقين القول بأن الجيش قد ارتكب هذه الجريمة.

#### 2009: الصبي وحقيقة وفاته
في فيلم«الصبي وحقيقة موته» الذي بثّ على شبكة إيه آر دي للمرة الثانية في مارس 2009، أعلن شابيرا وجورج مايكل هافنر عن مقتل صبي فلسطيني آخر في وقت سابق من ذلك اليوم، وأن صور الصبي الذي توفي ربما لم تكن صور محمد. وتم اختيار الفيلم لجائزة رابطة البث الدولي في سبتمبر وردت فرنسا 2 بصورة شديدة الغضب، وهددت بإنهاء التعاون مع شبكة إيه آر دي. ودعا إندرلان شابيرا بالصحفي المتشدد الذي خدعه اليمين الإسرائيلي؛ فرد شابيرا بأن إندرلان كان لديه فهم غريب لحرية الصحافة.

##### مقابلة مع دكتور الطويل
أجريت شابيرا مقابلة مع الدكتور محمد الطويل الذي يعمل بمستشفى الشفاء. وقال الطويل إنه تم وصول شخصين إلى المستشفى في تمام العاشرة صباحًا بتوقيت جرينتش، خلال دقيقة واحدة، وكان الاثنين مقتولان. كان أحدهما صبييًا صغيرًا، والآخر سائق سيارة إسعاف أصيب بطلق ناري في القلب. وقال الطويل إنه علم فيما بعد أن الصبي هو محمد جمال الدرة. وأضاف أن الصبي أصيب بجروح خطيرة في بطنه، وأن أحشاءه كانت خارج جسده. وذكرت شابيرا أنه وفقًا لجميع التقارير الأخرى، لم يصلا محمد وجمال بعد إلى التقاطع بحلول العاشرة صباحًا، وأنه يقال أن إطلاق النار قد بدأ بين منتصف النهار والثانية مساءً بتوقيت جرينتش. وقالت أيضًا إن جمال ومحمد وبحسب ما ورد نقلا معًا بعيدًا عن موقع الحادث، وبالرغم من ذلك لم يصلا إلى المستشفى معًا، وذلك وفقًا لما ذكره الدكتور الطويل. وقالت إن هذه التناقضات توحي بوجود التباس من نوع ما.
أظهرت سجلات المستشفى أنه في منتصف النهار، تم فحص صبي صغير في قسم التشريح. وقالت شابيرا إنه كان الصبي نفسه الذي تعرف عليه الطويل، لأن الطبيب الشرعي لاحظ وجود نفس الإصابة. وفحص الطبيب الشرعي، الدكتور عبد الرازق المصري الصبي لمدة نصف ساعة وأخبر شابيرا أن الأعضاء الموجودة في تجويف بطن الصبي كانت خارج جسده. وعرض لشابيرا صور التقطت للصبي، وبها كروت اشتراك تشير إلى أنه محمد. واستخدمت شابيرا عدسة الكاميرا الخاصة بها لتكبير الساعة التي كانت على معصم أحد الأطباء، وشاهدت التوقيت الذي أظهرته الساعة وهو 03:50 بتوقيت جرينتش. وفي ذلك المساء وقبل غروب الشمس، شيعت جنازة في مخيم البريج للاجئين، على بعد ساعة واحدة بالسيارة. واستخدمت خاصية التكبير مرة أخرى لإظهار الوقت الموجود على ساعة أحد المشيعين، وكان 05:30 بتوقيت جرينتش. صرحت شابيرا أن هذا لم يكن محمدًا، لأن الوقت الذي انقضى بين زمن وقوع الحادث وهو الثالثة مساءً بتوقيت جرينتش، وفقًا لما ذكره إندرلان، وبين تشييع الجنازة كان قصيرًا للغاية.

#### التباس بشأن اسم الصبي
أشارت شابيرا إلى أن الصبي الذي قتل هو رامي الدرة، وأعلنت وكالة رويترز ووكالة أنباء أسوشيتد برس هذا الاسم لأول مرة. ثم غير طلال أبو رحمة هذا الاسم إلى محمد، وذلك عندما شاهد اللقطات صحافي آخر، وهو سامي الذي كان متزوجًا من شقيقة جمال الدرة. وأخبر أبو رحمة شابيرا بأن"سامي" صاح قائلًا،"هذا هو محمد الدرة، وهذا هو جمال الدرة أنا متزوج من شقيقته". في تلك اللحظة، كانوا يعلنون أن اسم الصبي هو رامي الدرة وعندما أعدت تشغيل اللقطات، غيرت التقارير الإخبارية اسم الصبي من رامي لمحمد جمال الدرة".
أشارت شابيرا إلى أن الافتراض القائل بأن الصبي الذي كان في اللقطات هو أيضًا الصبي الذي تواجد في مشرحة المستشفى ربما لم يكن صحيحًا. وقالت إنها رتبت لمقابلة كورت كيندرمان، خبير التصوير، لفحص صور محمد. وصرح كيندرمان أن صور الوجه أثناء التشريح والجنازة كانت لنفس الصبي. ولكن في رأيه أنها ليست صور الصبي محمد؛ وقال إن هناك فروقًا كبيرة في شكل الحاجبين والفم. وحصلت شابيرا على صور أخرى لصبي مصاب نقل إلى المستشفى، في ذلك اليوم، ويبدو أن هذه صور محمد، ولكن لم تثبت موثوقيتها، وكان مصدرها غير معروف. وذكرت شابيرا أيضًا أنه لا يوجد دم في لقطات فرانس2، باستثناء علامة واحدة حمراء، قالت إنها كانت قطعة قماش حمراء. لم تكن هناك بقع دم بجوار البرميل الإسمنتي في بعض اللقطات التي أخذت في اليوم التالي، وأشارت إلى أن هناك بعض الصور التي ظهرت بها بقع الدم، وأن لون الدم كان فاقعًا للغاية نظرًا للوقت الذي انقضى وقالت إنها خلصت إلى أن محمدًا قد مات، لكن في حادث اختلف عن ذلك الذي عرضته فرانس2.

### مزاعم حول إصابات الأب
وفي 13 ديسمبر 2007، بثت قناة 10 الإسرائيلية مقابلة مع الدكتور يهودا ديفيد، وهو طبيب في مستشفى تل هشومير بالقرب من تل أبيب. وأخبر ديفيد قناة 10 أنه عالج جمال الدرة في عام 1994 من جروح سكين وفأس جروح في ذراعيه وساقيه لحقت به خلال هجوم عصابة فلسطينية. وقال ديفيد إن الندوب التي اعتبرها جمال أعيرة نارية من حادث 2000 كانت في الواقع ندوبًا ناتجة من عملية إصلاح وتر أجراها له في عام 1994.
وأكد ديفيد ما ذكره في مقابلة مع"دانيال فيفنسكي"، ونشرت هذه المقابلة في جريدة"Actualité Juive" (الأخبار اليهودية) في 4 سبتمبر 2008. وأرسل تشارلز إندرلان إلى الجريدة طلبًا ب"حق الرد" أو" تصحيح الاتهامات، جنبا إلى جنب مع وثائق طبية وصور فوتوغرافية لإصابات جمال. وفي أواخر عام 2008، قدم جمال شكوى ضد الجريدة في (المحكمة العليا) في باريس. أقرت المحكمة في وقت لاحق أن"دانيال فيفنسكي" كان اسمًا مستعارًا لكليمان ويل-رينال، نائب رئيس تحرير فرانس 3، والمستشار السابق لمنظمة معاداة السامية وتضليل مجلس المنظمات اليهودية. في أكتوبر 2009 وجه قاضي باريس تهمة التشهير لكل من ويل-رينال ومدير تحرير جريدة الأخبار اليهودية "Actualité Juive"، سيرج بيناتر.
وفي نيسان 2011، قضت المحكمة بأن ديفيد والجريدة قد شهروا بالدرة. وألزمت ديفيد، وايل-رينال وسيرج بيناتر، مدير تحرير الجريدة، بدفع غرامة قدرها 5000 دولارًا لكل منهما، وأمرت الجريدة بطباعة عدد تتراجع فيه عما نشرته أنفًا. وأشار ديفيد إلى أنه سيستأنف، وصرحت الحكومة الإسرائيلية بأنها ستمول قضيته.
وفي فبراير 2012، أيدت المحكمة استئناف ديفيد وقضت بأنه لم يشكل قدحًا وذمًا لجمال الدرة، وبرأته من عدم المحافظة على السرية بين الطبيب والمريض. وعلى الرغم من تأييد استئناف ديفيد، استأنف جمال الدرة نفسه الحكم بالبراءة، مؤكدًا أن الطبيب كان متواطئًا أيضًا في المزاعم التشهيرية التي نشرتها صحيفة«الوقائغ اليهودية»
وتعقبت وسائل الإعلام لرصد المنظمات غير الحكومية "Keshev"، الطريقة التي صور بها الإعلام الإسرائيلي الحكم في قضية التشهير بالدرة. وقضت المحكمة الفرنسية أنه لم يكن هناك ما يكفي من المعلومات لتحديد سبب الجروح التي أصيب بها الدرة. فصل الحكم فقط بأن المنشور لا يعتبر تشهيرًا بموجب القانون الفرنسي. ومع ذلك، كشفت نتائج بحث Keshev أن جميع وسائل الإعلام استبعدت هذه النتيجة باستثناء هآرتس. وتمت تغطية الحكم على نطاق واسع، ولكن لم يتوفر للقراء النص الفعلي للمحكمة الفرنسية بقرار الاستئناف. قدم هذا الاختيار الهادف الحكم بوصفه انتصار للدبلوماسية العامة الإسرائيلية ودليل على أن الفلسطينيين يستخدمون دعاية كاذبة من أجل نزع الشرعية عن إسرائيل. أبعد من ذلك، قدمت بعض وسائل الإعلام الحكم باعتباره دليل على أن الجيش الإسرائيلي لا يمكن أن يكون مسؤولًا عن وفاة محمد.

## دعوى فيليب كارسنتي القضائية

### 2004: إندرلان وفرانس2 ضد كارسنتي

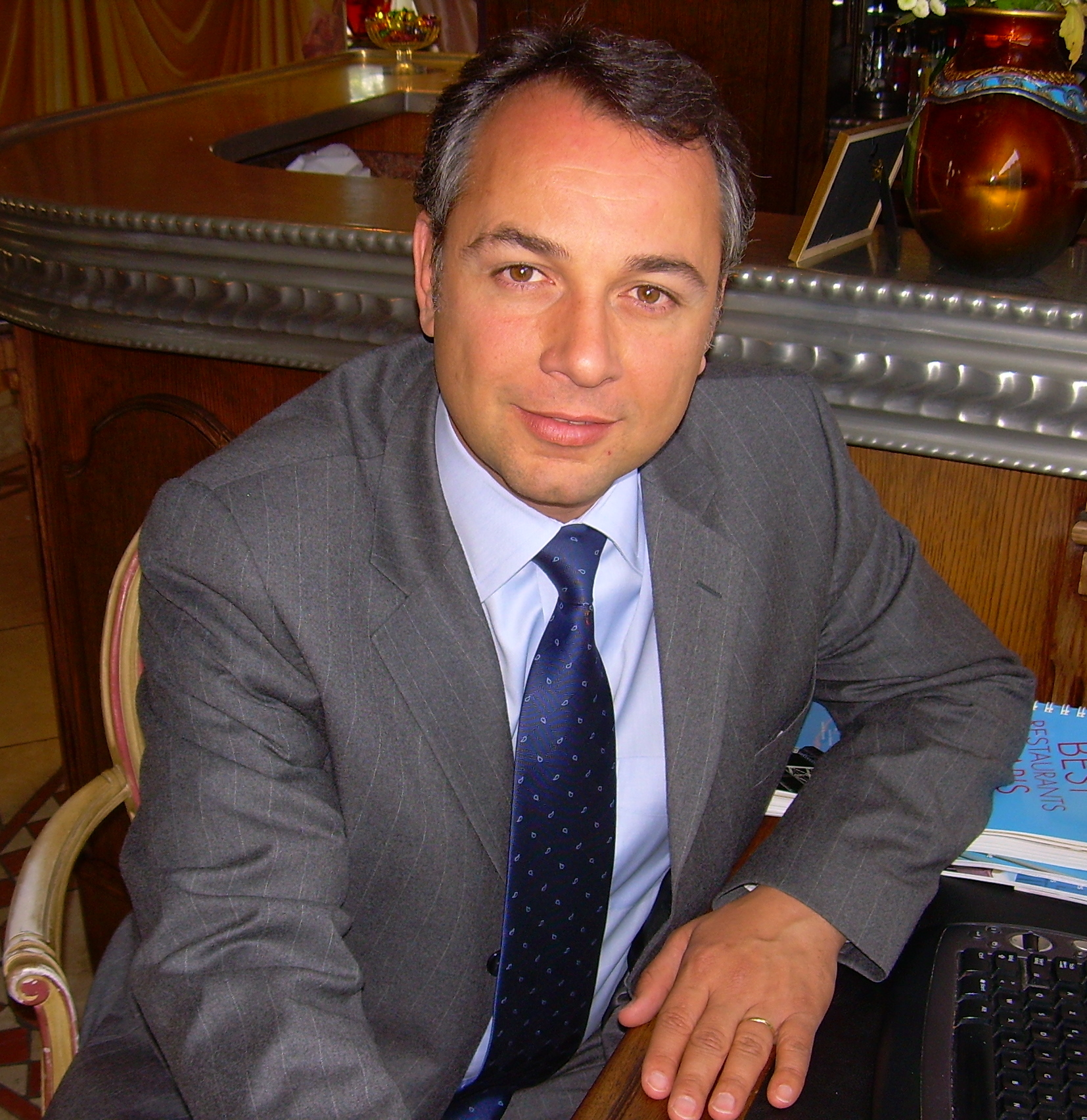
أدين فيليب كارسنتي بتهمة التشهير بسبب زعمه أن اللقطات المصورة مفبركة.

وردًا على المزاعم بأن قناة فرانس2 بثت مشهدًا مدبرًا ومخططًا له من قبل، رفع إندرلان وإدارة القناة ثلاث دعاوى بالتشهير، بتعويضات رمزية قيمتها يورو من كل من المدعى عليهم. وكانت أبرز دعوى قضائية ضد فيليب كارسنتي، وهو نائب رئيس بلدية نويي سور سين والمستشار المالي، الذي يدير الوكالة الدولية لمراقبة وسائل الإعلام، تقييم وسائل الإعلام. كتب في 26 نوفمبر 2004 أن المصور زيف مشهد إطلاق النار وأن محمدًا لم يقتل، وأنه لابد من إقالة محرري الأخبار بقناة فرانس2، إندرلان وشابوت. وفي 9 ديسمبر 2004، نشر إندرلان تهمة التشهير، ثم تبعته فرانس2 في 3 ديسمبر.
وبدأت القضية في الرابع عشر من سبتمبر 2006. وتضمن الشهود المناصرين لكارسنتي الصحفي الفرنسي لوك روزنزويج، وأستاذ الإعلام فرانسيس باييه، والمؤرخ الأمريكي ريتشارد لاندز، ومؤلف"Contre expertise d'une mise en scene" جيرار هوبر، ومدير الأبحاث في المركز الوطني الفرنسي للبحث العلمي، دانيال ديان. قدم إندرلان خطاب فبراير/ شباط 2004 من الرئيس السابق لفرنسا، جاك شيراك، والذي تحدث فيه عن نزاهة إندرلان دليلًا. وأيدت المحكمة الشكوى في 19 أكتوبر 2006، وألزمت كارسنتي دفع غرامة مالية قدرها1000 يورو، ودفع رسوم الدعوى القضائية وقيمتها 3000 يورو. واستأنف كارسنتي الحكم في اليوم نفسه.

### كارسنتي ضد إندرلان وفرانس2
وافتتحت القضية يوم 19 سبتمبر 2007 في محكمة الاستئناف في باريس، ورأس لورنس تريبوك هيئة من ثلاثة قضاة. وطالبت المحكمة مسؤولي قناة فرانس2 بتقديم السبع وعشرين دقيقة التي ذكر المصور أنه التقطها، ليتم عرضها خلال جلسة استماع علنية في 14 نوفمبر تشرين الثاني. وقدمت فرانس2 18 دقيقة فقط؛ فأشار كارسنتي إلى هذا بأنه"التلاعب الأول في الأدلة". وأخبر إندرلان صحيفة جيروزاليم بوست في نفس يوم جلسة الاستماع أن فرانس2 سلمت كل لقطات الخام، استنادًا إلى" الشريط الأصلي الذي تم الاحتفاظ به في مكان آمن حتى الآن". قدمنا فيديو رقمي تم تركيبه أمام مأمور من الشريط الأصلي ... لا من النسخ المختلفة التي يمكن أن تجدها هنا وهناك". وقال:"أنا لا أعرف من أين جاءت السبع وعشرين دقيقة هذه، لم يكن هناك سوى 18 دقيقة من اللقطات التي تم التقاطها في غزة".
واستمر عرض الفيلم من الثانية والربع حتى الرابعة، وتم قطعه عدة مرات بحيث يمكن لإندرلان أن يصف ما يحدث. وأظهرت لقطات حادث الدرة في الدقيقة الأخيرة من الفيلم. واستمعت المحكمة إلى دعوى بأن الصبي وضع يده على جبينه وحرك ساقه بعدما قال المصور إنه قد مات، وبأنه لم يكن هناك دماء على قميص الصبي. وقال إندرلان إنبأن المصور لم يقل إن الصبي قد مات، ولكنه كان يموت، على الرغم من أن المصور نفسه صرح للإذاعة الوطنية العامة في 1 أكتوبر 2000 أنه قال بصوت عال، «مات الصبي» عندما رأى محمدًا ملقى في حضن والده.
وكلف كارسنتي خبير المقذوفات، جان كلود شلينجر بكتابة تقرير مكون من 90 صفحة للمحكمة. وأعاد شلينجر خلق الحادث، وفحص زاوية الطلقات، والأسلحة، وأبلغ عن الإصابات. وشمل الرسم التخطيطي الذي صممه (يمين) الموقع الذي كان وراء مصور قناة فرانس2 وأمام الدرة ووالده، وهو الساتر الترابي الدفاعي المعروف محليًا باسم«بيتا»، حيث تسلحت الشرطة الفلسطينية ببنادق آلية. لم يظهر هذا الموقع في تقرير المصور، انظر الصورة على اليسار أعلاه. وخلص شلينجر إلى أنه:«لا يوجد هناك ثمة دليل على أن الصبي أصيب في ساقه اليمنى وفي بطنه، وإذا كانت هذه الإصابات حقيقية، فإنها لم تحدث في الوقت الذي ذكرته الأحداث المتلفزة». وكتب أنه لو كانت الطلقات تأتي من الموقع الإسرائيلي، كان من الممكن أن تصل فقط إلى الأطراف السفلية.
وفي 27 فبراير 2008، أطلق محامي قناة فرانس2، ومستشار الرئيس السابق لفرنسا جاك شيراك، على كارسنتي «اليهودي الذي يدفع ليهودي ثان ليدفع ليهودي ثالث للقتال حتى آخر قطرة من الدم الإسرائيلي» وذلك بمقارنته بنسبة 9/11 بواضع نظرية المؤامرة تييري ميسان ومنكر المحرقة روبرت فوريسون. وذكر سيزبينر أن رد إندرلان على ذلك هو أنه يهتم بتغطية متوازنة في الشرق الأوسط.

#### 2008: تأييد الاستئناف
وقلب القضاة الحكم الصادر ضد كارسنتي في 21 مايو 2008 في قرار من 13 صفحة. حكموا بأنه عرض كتلة متماسكة من الأدلة، وأنه قد مارس بحسن النية حقه في الانتقاد، وأن تصريحات المصور«ليست ذات مصداقية تامة سواء في الشكل أو المضمون». واستأنفت فرانس2 المحكمة العليا في البلاد، ولا تزال القضية مستمرة. وكانت هناك دعوات بإجراء تحقيق علني من المؤرخ والسفير الإسرائيلي السابق لدى فرنسا إيلي بارنافي، ورئيس مجلس المنظمات اليهودية في فرنسا وريتشارد براسكييه. وبدأت المجلة ذات الميول اليسارية لو نوفيل أوبسرفاتور بعريضة وقعها 300 كاتب فرنسي لدعم إندرلان، واتهام كارسنتي بشن حملة تشويه مليئة بالحقد دامت سبع سنوات. كتبت الصحافية آن اليزابيث موتيه أن الدعوى صدرت من الصحافيين الفرنسيين لإغلاق النقابة: «ولفهم قضية الدرة، فإنه يلزم أن نضع شيئًا واحدًا في الاعتبار: في فرنسا، لا يمكنك الهروب من تحمل مسؤولية خطأك.»

#### 2012: إلغاء قرار الاستئناف
وفي 28 فبراير 2012، ألغت المحكمة العليا الفرنسية قرار محكمة الاستئناف في قضية فرانس2 ضد كارسنتي، وحكمت بأن طلب محكمة الاستئناف من فرانس2 بتقديم اللقطات لم يكن له تبرير قانوني: على الرغم من أن المدعى عليه يمكن أن يثبت حسن النوايا، فإن الدليل يتعين عليه فقط، ولا يحق للقضاة أن يؤيدوا أو يكملوا أو يصقلوا رسوخ الأدلة المذكورة. وأصبح نص القرار متوفرًا. ولهذا السبب أحيل ملف القضية مرة أخرى إلى محكمة الاستئناف.

#### 2013: الاستئناف الثاني
أدين كارسنتي بالتشهير في 2013، وألزمته محكمة استئناف باريس بدفع غرامة مالية بلغت قيمتها 7.000 دولار.

## وقع تأثير اللقطات

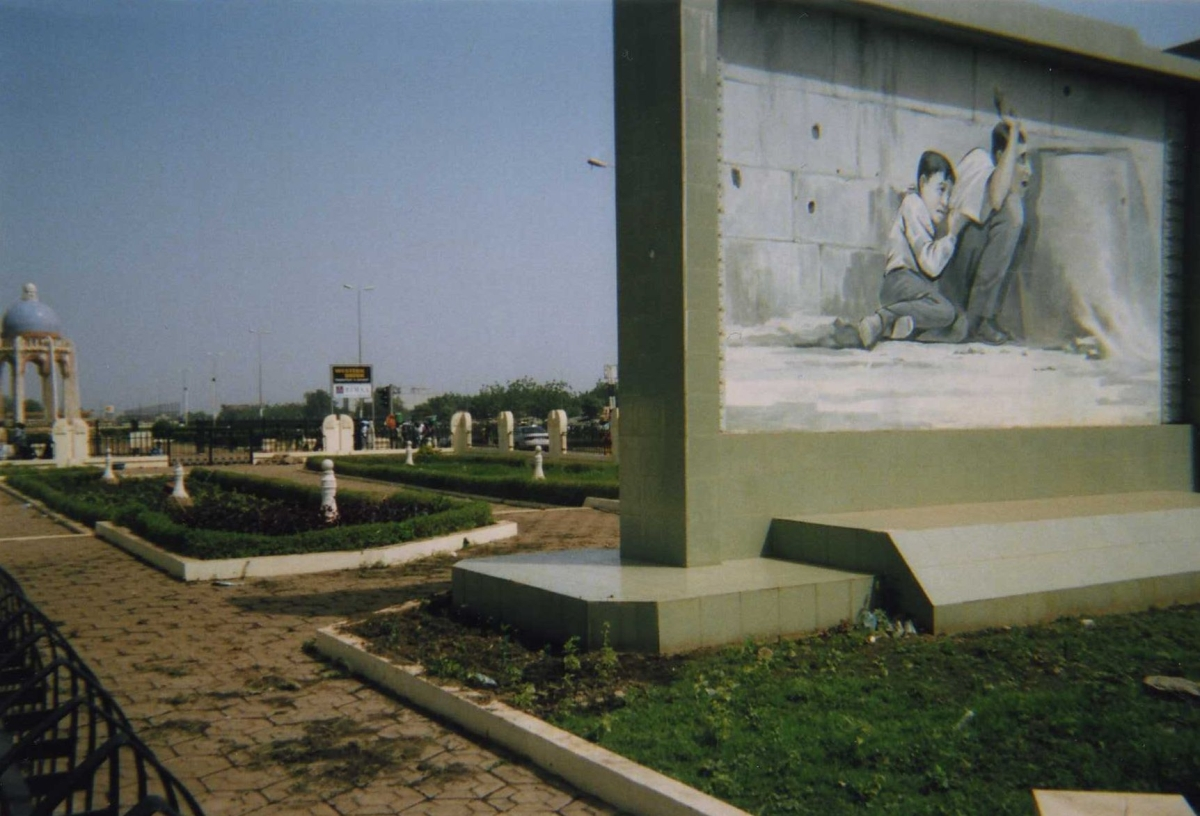
ميدان محمد الدرة، باماكو

كتب دورين كارفاخال أن لقطات فرانس2 اكتسبت قوة علم المعركة، وذلك بزعم هيلين سكاري موترو أنها أخذت بجانب الصور الأيقونية الأخرى للأطفال تحت الهجوم: الصبي يرفع يديه بسبب وجود الغيتو اليهودي، الفتاة الفيتنامية يسكب عليها النابلم، ورجال الإطفاء يحملون الأطفال الموتى بعيدًا عن تفجير أوكلاهوما سيتي. أصدرت الدول العربية طوابع بريدية تحمل الصور، وسميت الحدائق العامة والشوارع باسم محمد تخليدًا له، وذكر أسامة بن لادن اسم محمد في«تحذير» موجه إلى الرئيس جورج بوش بعد أحداث الحادي عشر من سبتمبر. وألقي باللائمة في إعدام اثنين من جنود الاحتياط الإسرائيلي في رام الله يوم 12 أكتوبر 2000، وارتفاع معاداة السامية في فرنسا. وسلطت عليها الأضواء عندما تم قطع رأس الصحافي دانيال بيرل، وهو يهودي أميركي، في شباط/ فبراير 2002.
مثل صور المعارك الأخرى، جرى التشكيك في صحة اللقطات وعلى وجه التحديد لأنها كانت فعالة للغاية. واستدعى الجانبان فكرة «فرية الدم» -الادعاء القديم ضد الشعب اليهودي بأنهم على استعداد للتضحية بأطفال غيرهم.ووفقا لجيمس فالوز، فسرت أقلية صغيرة من الفلسطينيين القتل كدليل على«فرية الدم» نظريات المؤامرة المعادية لليهودية. ووفقًا لما ذكر ديفيد جيليرنتر من المنظور الإسرائيلي، فإن استعداد العالم لقبول ذلك في ظاهره أدى إلى تعزيز اندلاع الانتفاضة. وقارن الفيلسوف الفرنسي بيير أندريه تاجويف الوضع بقضية دريفوس عام 1894، عندما أدين ضابط يهودي بالجيش الفرنسي في باريس بالخيانة العظمى بسبب التزوير، ولكن هذه المرة يضع فيليب كارسنتي، إسرائيل والشعب اليهودي محل دريفوس.
أرجع برنامج الأنباء الفرنسية «تحقيقات الخميس» الجدل إلى المعلقين المتطرفين المؤيدين للإسرائيلين واستعمالهم للويب لتقويض إندرلان، وذلك لأن محمدًا«رمز لا يطاق» بالنسبة لهم. وصرح خبير منطقة الشرق الأوسط جوناثان راندال قائلًا: «إن شارلز إندرلان صحافي ممتاز! لا يهمني هنا قضية ميلاد العذراء، فأنا أميل إلى تصديقه» وذكر صحفيون آخرون أن إندرلان قد ارتكب خطئاً ولا يمكنه الاعتراف به. وقال جان إيفيس كاموس:«أرسل غي إلى إندرلان الصور من غزة، وأخبره بأن الإسرائيليين أطلقوا النار على الصبي، وصدقه إندرلان بدون أن يؤكد المتحدث باسم قوات الدفاع الإسرائيلية على صحة ذلك!». وأضاف«لكن لا يمكنك أن تعترف بصحة تصريحات أحد، بعد عامين من الواقع». وكتبت الصحفية الفرنسية كاثرين ناي أن وفاة محمد «تمحو الطفل اليهودي، الذي يطلق يديه في الهواء أمام قوات الأمن الخاصة بالغيتو وارسو»، معتبرة أن معاداة العروبة أو الإسلاموفوبيا (الخوف من الإسلام) هي في واقع الأمر اللاسامية الجديدة.
في عام 2012، أجرت الصحفية ضحى شمس مقابلة مع جمال الدرة الذي أكد أنه يفتخر بولده«الشهيد». وقال إنه«يفتخر بمحمد ليس فقط بكونه ابنه ولكن ابنًا للأمة العربية. لقد أثارت قضية محمد وصور استشهاده العالم بأكمله، وبما فيه ذوي الضمائر الميتة. ولا تزال قضيته مطروحة على الساحة، فهناك جدل دائر حولها كل يوم». وفي المقابلة نفسها، وجه جمال انتقاده لمناصري التناقضات الإسرائيلية المصورة بشكل مبالغ فيه حول أحداث مقتل ابنه.

## قائمة المراجع
- Abu Rahma, Talal (2000). "Statement under oath by a photographer of France 2 Television", Palestinian Centre for Human Rights, October 3, 2000, accessed January 7, 2010.
- Agence France-Presse (October 4, 2000). "Death of Palestinian boy a 'mistake': Israeli deputy minister."
- Agence France-Presse (October 16, 2001). "Israel bars Palestinian cameraman from getting London prize."
- Agence France-Presse (November 14, 2007). "La justice visionne les rushes d'un reportage de France 2, accusé de trucage."
- Agence France-Presse (June 11, 2010). "Canal+ condamné pour diffamation dans un documentaire sur les rumeurs du web", accessed June 16, 2010.
- Association of International Broadcasters (September 30, 2009). AIBs 2009—shortlist announced, accessed January 9, 2010.
- (بالفرنسية) Barluet, Alain and Durand-Souffland, Stéphane (2008). "Intifada: cette vidéo qui déchaîne les passions", Le Figaro, July 1, 2008.
- (بالفرنسية) Barnavi, Élie  [لغات أخرى]‏ (2008). "L'honneur du journalisme", Marianne, No. 581, June 7–13, 2008.
- Barnes and Noble. "The Lost Years: Radical Islam, Intifada and Wars in the Middle East 2001-2006", accessed October 20, 2009.
- Byron, Joseph (2008). "French public tv gives green light to working group on Al-Dura broadcast", European Jewish Press, September 19, 2008, accessed January 24, 2010.
- Bawer, Bruce (2009). Surrender: Appeasing Islam, Sacrificing Freedom, Random House of Canada.
- Beckerman, Gal (2007). "The Unpeaceful Rest of Mohammed Al-Dura", Columbia Journalism Review, October 3, 2007, accessed January 24, 2010.
- BBC News (September 30, 2000). "Violence engulfs West Bank and Gaza", accessed October 17, 2009.
- BBC News (October 2, 2000). "Boy becomes Palestinian martyr", accessed October 17, 2009.
- BBC News (October 3, 2000). "Israel 'sorry' for killing boy", accessed October 17, 2009.
- BBC News (February 8, 2005). "Intifada toll 2000-2005", accessed January 6, 2010.
- Business and Economics Research Directory (1996). Routledge. ISBN 1-85743-024-7, ISBN 978-1-85743-024-0
- Cahen, Eva (2005). "French TV Sticks by Story That Fueled Palestinian Intifada", Cybercast News Service, February 15, 2005, accessed January 24, 2010.
- Canal+ (April 24, 2008). Jeudi Investigation: Le Bon, la Brute et les Truands.
- Carvajal, Doreen (2005). "The mysteries and passions of an iconic video frame", The New York Times, February 7, 2005, accessed January 24, 2010.
- Carvajal, Doreen (2006). "Can Internet criticism of Mideast news footage be slander?", International Herald Tribune, September 18, 2006, accessed January 24, 2010.
- Channel 10 (December 13, 2007). "Jamal Al-Durrah presents: Scars from the past", Channel 10 on YouTube, accessed January 2, 2010; also see here , accessed January 24, 2010.
- CNN (September 27, 2000). "Israeli settler convoy bombed in Gaza, three injured", accessed October 17, 2009.
- Cook, David (2007). Martyrdom in Islam. Cambridge University Press. ISBN 0-521-61551-8, ISBN 978-0-521-61551-8
- Cordesman, Anthony H. and Moravitz, Jennifer (2005). The Israeli-Palestinian war: escalating to nowhere. Greenwood Publishing Group. ISBN 0-275-98758-2, ISBN 978-0-275-98758-9
- Cygielman, Anat (2000). "IDF keeps shooting itself in the foot", Haaretz, November 7, 2000, accessed January 24, 2010.
- David, Yehuda (2007). "War Hero Dr. Yehuda David Receives Citation For Bravery", filmed at Jerusalem's International Conference Center, September 2007, YouTube, accessed October 19, 2009.
- (بالفرنسية) Deguine, Herve (2006). "Charles Enderlin. Il gagne la guerre du soupçon", Revue Médias, No. 11, December 2006; Google translation, accessed January 24, 2010.
- Derfner, Larry (2008). "Rattling the Cage: Al-Dura and the conspiracy freaks", The Jerusalem Post, May 28, 2008.
- Enderlin, Charles (2003). "Who Shot Mohammed al-Dura?", letter to the editor, November 2003, accessed January 24, 2010.
- (بالفرنسية) Enderlin, Charles (2005). "Non à la censure à la source", Le Figaro, January 27, 2005, accessed January 24, 2010.
- (بالفرنسية) Enderlin, Charles (2007). Message à Clément نسخة محفوظة 18 يناير 2008 على موقع واي باك مشين., Enderlin's blog on France 2, October 13, 2007, accessed January 13, 2010.
- (بالفرنسية) Enderlin, France 2 v. Karsenty (2006). Enderlin, France 2 v. Karsenty, "Decision du 19 octobre 2006 par la 17ème Chambre du Tribunal correctionnel de Paris, no. 0433823049", accessed October 19, 2009.
- European Institute for Research on Mediterranean and Euro-Arab Cooperation. "The Second Intifada", accessed October 20, 2009.
- European Jewish Press (June 11, 2008). "French media critic calls on Sarkozy to intervene in Al-Dura French tv case".
- Falk, Avner  [لغات أخرى]‏. "Anti-Semitism: A History and Psychoanalysis of Contemporary Hatred", ABC-CLIO, 2008.
- جيمس فالوز (2003). "Who shot Mohammed al-Durra?", The Atlantic, June 2003.
- Fallows, James (2007). "News on the al-Dura front: Israeli finding that it was staged", The Atlantic, October 2, 2007.
- فرنسا 2 (September 30, 2000). France 2 raw footage, Seconddraft.org, the al-Durrah material begins around 02:10 mins, accessed September 19, 2010.
- فرنسا 2 (October 1, 2000). "Les blessures de Jamal a Dura" نسخة محفوظة 21 أكتوبر 2008 على موقع واي باك مشين., accessed January 7, 2010.
- (بالفرنسية) France 2 (August 12, 2009). "Charles Enderlin décoré de la Légion d'honneur" نسخة محفوظة 18 سبتمبر 2009 على موقع واي باك مشين., accessed November 6, 2009.
- (بالألمانية)

Frankfurter Allgemeine (March 4, 2009). "Was geschah mit Mohammed al-Dura?", interview with Esther Schapira.
- ديفيد فروم (2007). "L'affaire al-Dura," The National Post, November 17, 2007.
- Garfield, Bob and Campbell, Deborah (2001). "Images of Mohammed al-Durrah", On the Media, WNYC Radio, December 22, 2001, accessed January 24, 2010.
- Gelertner, David  [لغات أخرى]‏ (2005). "When pictures lie نسخة محفوظة 30 سبتمبر 2007 على موقع واي باك مشين.", The Los Angeles Times, September 2005, accessed January 24, 2010.
- Glick, Caroline (2006). "Our World: Prime-time blood libels", The Jerusalem Post, October 23, 2006.
- Goldenberg, Suzanne (2000a). "Making of a martyr", The Guardian, October 3, 2000, accessed January 24, 2010.
- Goldenberg, Suzanne (2000b). "Israel washes its hands of boy's death", The Guardian, November 28, 2000, accessed January 24, 2010.
- Goldenberg, Suzanne (2001). "The war of the children", The Guardian, September 27, 2001, accessed January 24, 2010.
- (بالفرنسية) Grizbec, Gérard (2008). "Affaire al-Dura: Gérard Grizbec réagit à la contribution de Pierre-André Taguieef", Le Meilleur des mondes, October 2008; Google translation, accessed January 12, 2010.
- Gross, Netty C (2003). "Split Screen نسخة محفوظة 4 نوفمبر 2012 على موقع واي باك مشين.", The Jerusalem Report, April 21, 2003.
- Gutman, Stephanie (2005). The Other War: Israelis, Palestinians and the Struggle for Media Supremacy. Encounter Books, accessed January 24, 2010.
- Haaretz (November 8, 2000). "Al Dura probe was initiated by Southern Command, accessed January 24, 2010.
- Haaretz (November 10, 2000). "Stupidity marches on", accessed January 2, 2010.
- Haaretz (May 16, 2007). "French court examines footage of Mohammad al-Dura's death", accessed January 24, 2010.
- Israeli Government Printing Office (2000). Book of Laws: Time Determination Law - 2000 (5760) (Hebrew), Israeli Government Printing Office, number 1748, July 28, 2000, p. 249, accessed October 17, 2009.
- (بالفرنسية) Jeambar, Denis  [لغات أخرى]‏ and Leconte, Daniel (2005). "Guet-apens dans la guerre des images", Le Figaro, January 25, 2005, accessed January 24, 2010.
- Jerusalem Post (May 21, 2008). "Court overturns al-Dura libel judgment", accessed January 24, 2010.
- JTA (May 12, 2008). "Credentials at risk for al-Dura reporter", accessed January 7, 2009.
- Juffa, Stéphane (2003). "The Al-Dura case: a dramatic conclusion", translated by Llewellyn Brown, Metula News Agency, November 3, 2003, accessed January 24, 2010.
- Julius, Anthony  [لغات أخرى]‏ (2006). "On Blood Libels", Engage, issue 3, September 2006.
- Kalman, Matthew (2007). "Boy, 12, slain at onset of intifada gains new life in libel suit", San Francisco Chronicle, October 4, 2007, accessed January 24, 2010.
- Kaplan Sommer, Allison, and Keinon, Herb (2002). "German TV report: Palestinians likely killed Gaza boy نسخة محفوظة 23 أكتوبر 2012 على موقع واي باك مشين.", Jerusalem Post, March 20, 2002, accessed January 24, 2010.
- (بالفرنسية) Karsenty, Philippe  [لغات أخرى]‏ (2004). "France 2: Arlette Chabot et Charles Enderlin doivent être démis de leurs fonctions immédiatement" نسخة محفوظة 6 مارس 2016 على موقع واي باك مشين., Media-Ratings, November 22, 2004, accessed January 7, 2009.
- Karsh, Efraim (2004). Arafat's War: The Man and His Battle for Israeli Conquest. Grove Press. ISBN 0-8021-4158-7, ISBN 978-0-8021-4158-3
- Kiley, Sam (2000). "Palestinians shot boy, disputed report says," The Times, November 11, 2000, accessed January 24, 2010.
- Lalande, Julien (2010). "Canal+ et l'agence Tac Presse condamnés pour diffamation." OZAP, June 11, 2010, accessed June 16, 2010.
- يهودا لانكري (October 2, 2000). Letter dated 2 October 2000 from the Permanent Representative of Israel to the United Nations addressed to the Secretary-General, accessed October 13, 2009.
- Landes, Richard (2005). "Al Durah: According to Palestinian sources II. Birth of an icon"؛ also see "The Muhammad Al-Dura Blood Libel: A Case Analysis", Institute for Global Jewish Affairs, November 2, 2008, accessed October 14, 2009, and "According to Palestinian sources", The 2nd Draft, accessed October 14, 2009.
- Lauter, Devorah (2008). "French Jews demand al-Dura probe". Jewish Telegraphic Agency, July 8, 2008, accessed January 24, 2010.
- (بالفرنسية) Lévy, Elizabeth (2008). "Al Doura: le monde arabe doit savoir qu’il a été abusé", interview with Philippe Karsenty, Causeur, May 21, 2008, accessed January 24, 2010.
- (بالفرنسية) Libération (May 21, 2008). "Reportage sur la mort d'un enfant palestinien: Charles Enderlin débouté en appel".
- Lord, Amnon  [لغات أخرى]‏ (2002). Who killed "Muhammad al-Dura. Blood libel—model 2000", Jerusalem Center for Public Affairs, July 15, 2002, accessed January 10, 2010.
- Mekki, Hassan (2000). "Israelis admit troops killed 12-year-old boy: 'My son was terrified'", Agence France-Presse, October 4, 2000.
- Metula News Agency. Introduction to Mena, accessed January 9, 2010.
- Mitchell Report  [لغات أخرى]‏ (2001). Report on the start of the Second Intifada, accessed January 8, 2010.
- Moutet, Anne-Elisabeth (2008). "L'Affaire Enderlin", The Weekly Standard, July 7, 2008, accessed January 24, 2010.
- National Public Radio (October 1, 2000). "Shooting to Shooting", Abu Rahma discusses the shooting, accessed January 7, 2010.
- (بالفرنسية) Neuilly-sur-Seine local council (2010). "Majorité municipale" نسخة محفوظة 30 ديسمبر 2011 على موقع واي باك مشين., accessed January 17, 2010.
- Orme, William A. (2000a). "Muhammad al-Durrah: A Young Symbol of Mideast Violence", The New York Times, October 2, 2000.
- Orme, William A. (2000b). "Israeli Army Says Palestinians May Have Shot Gaza Boy", The New York Times, November 28, 2000, accessed January 24, 2010.
- O'Loughlin, Ed (2007). "Battle rages over fateful footage", The Age, October 6, 2007, accessed January 24, 2010.
- O'Sullivan, Arieh (2001). "Southern Command decorates soldiers, units" نسخة محفوظة 15 يوليو 2012 at Archive.is, Jerusalem Post, June 6, 2001.
- Patience, Martin (2007). "Dispute rages over al-Durrah footage", BBC News, November 8, 2007, accessed January 24, 2010.
- Pearson, Bryan (2000). "Death of Mohammed al-Durra haunts Palestinian children", Agence France-Presse, November 6, 2000.
- Philps, Alan (2000). "Death of boy caught in gun battle provokes wave of revenge attacks", The Daily Telegraph, October 1, 2000, accessed January 24, 2010.
- Poller, Nidra  [لغات أخرى]‏ (2005). "Myth, Fact, and the al-Dura Affair", Commentary, September 2005, accessed January 24, 2010.
- Poller, Nidra (May 2008). "A Hoax?", Wall Steet Journal, May 27, 2008, accessed January 24, 2010.
- Prasquier, Richard (2008). Prasquier: "establishing the truth about the Al-Dura case", Conseil Représentatif des Institutions juives de France, July 19, 2008.
- Radwin, Michael J. Hebrew calendar, Hebcal.com, accessed October 17, 2009.
- مات ريس (2000). "Mohammed al-Dura", Time, December 25, 2000, accessed January 24, 2010.
- Rettig Gur, Haviv (2008). "French court overturns al-Dura libel judgment", The Jerusalem Post, May 24, 2008, accessed January 24, 2010.
- Rioufol, Ivan (2008). Les médias, pouvoir intouchable?, Le Figaro, June 13, 2008, accessed January 24, 2010.
- (بالفرنسية) Robert-Diard, Pascale (2006). "Reportage enfant Palestinien; Charles Enderlin et France 2 gagnent leur procès". Le Monde, October 20, 2006, accessed January 24, 2010.
- Rogev, Maurice and Shahaf, Nahum  [لغات أخرى]‏ (2005). "Who Shot Muhamed Jamal Al-Dura? Is the Boy Still Alive?", Proceedings of the American Academy of Forensic Sciences, February 2005, Vol XI, section B27, p. 44, accessed January 10, 2010.
- Rohan, Brian (2008). "French court cancels libel in Intifada video case", Reuters, May 21, 2008, accessed January 24, 2010.
- Rory Peck Awards (2001). "Talal Abu Rahma", accessed October 20, 2009.
- Rosenthal, John (2006). "France: The Al-Dura Defamation Case and the End of Free Speech", World Politics Watch, November 3, 2006, accessed January 24, 2010.
- (بالفرنسية) Rosenzweig, Luc (2007). "Quelques remarques après l'audience de visionnage des rushes de France 2, le 14 novembre 2007, devant la Cour d'appel de Paris" نسخة محفوظة 24 نوفمبر 2017 على موقع واي باك مشين., Media Ratings, November 14, 2007, accessed January 7, 2009.
- (بالفرنسية) Rosenzweig, Luc (2009a). France 2 fait lanterner le CRIF, Causeur, November 22, 2009, accessed January 11, 2010.
- (بالفرنسية) Rosenzweig, Luc (2009b). "Faut-il sauver le soldat Enderlin?", The Jerusalem Post (French edition), December 31, 2009; Google translation, accessed January 13, 1010.
- Schapira, Esther  [لغات أخرى]‏. (2002a). Three Bullets and a Child: Who Killed the Young Muhammad al-Dura?, ARD television, MyPetJawa, accessed January 24, 2010.
- Schapira, Esther (2009). Das Kind, der Tod und die Wahrheit, part 1, part 2, part 3, part 4, part 5, ARD, courtesy of YouTube, accessed January 8, 2010.
- Schary Motro, Helen (2000). "Living among the headlines", Salon, October 7, 2000, accessed January 24, 2010.
- (بالفرنسية) Schemla, Élizabeth (2002). "Un entretien exclusif avec Charles Enderlin, deux ans après la mort en direct de Mohamed Al-Dura à Gaza", Proche-Orient.info, October 1, 2002, accessed January 13, 2010.
- Schlinger, Jean-Claude (2008). Ballistics report prepared for Karsenty نسخة محفوظة 12 نوفمبر 2008 على موقع واي باك مشين., February 19, 2008, accessed October 19, 2009.
- Schoumann, Helen (2007). "French court sees raw footage of al-Dura", The Jerusalem Post, November 14, 2007, accessed January 24, 2010.
- Schwartz, Adi (2007). "In the footsteps of the al-Dura controversy", Haaretz, November 8, 2007, accessed January 24, 2010.
- Schwartz, Adi (2008). "Independent expert: IDF bullets didn't kill Mohammed al-Dura", Haaretz, February 3, 2008, accessed January 24, 2010.
- Seaman, Daniel  [لغات أخرى]‏ (2008). "We did not abandon Philippe Karsenty", The Jerusalem Post, June 25, 2008, accessed January 24, 2010.
- Sieffert, Dennis (2009). "Après le drame, la diffamation?", Politis, October 29, 2009, accessed January 24, 2010.
- توم سيغف (2002). "Who killed Mohammed al-Dura?", Haaretz, March 22, 2002, accessed January 24, 2010.
- Shuman, Ellis (2002). "German TV: Mohammed a-Dura likely killed by Palestinian gunfire", IsraelInsider.com, March 20, 2002, accessed February 5, 2006.
- روجر إل. سيمون (2008). Interview with Philippe Karsenty, Pajamas Media, March 2, 2008, accessed January 7, 2009.
- Sofer, Roni (2008). "Court allows al-Durrah affair reporter to keep press pass", YNet News, January 7, 2008, accessed January 24, 2010.
- بيير أندريه تاغييف (2007). "Imposture mediatique et propagande antizioniste", First Ratings Media Agency, November 22, 2007, accessed January 6, 2010.
- (بالفرنسية) Taguieff, Pierre-André (2008). "L'affaire al-Dura ou le renforcement des stéréotypes antijuifs...", Le Meilleur des mondes, September 2008; Google translation, accessed January 12, 2010.
- The New York Times (September 28, 2000). "Palestinians And Israelis In a Clash At Holy Site", accessed January 24, 2010.
- The New York Times (November 27, 2000). "Israeli Army Says Palestinians May Have Shot Gaza Boy", accessed January 24, 2010.
- The Wall Street Journal Europe (May 28, 2008). "Al-Durra case revisited", accessed January 24, 2010.
- The Jerusalem Post (May 29, 2008). "Myth & Muhammad al-Dura", accessed January 24, 2010.
- (بالألمانية)

Thiel, Thomas (2009). "Was geschah mit Mohammed al-Dura?", an interview with Esther Schapira, Frankfurter Allgemeine, March 4, 2009, accessed January 24, 2010.
- Waked, Ali (2007). "Al-Dura's father: Israel's claims ridiculous", YNet News, February 10, 2007, accessed January 24, 2010.
- (بالألمانية)

Bergius, Michael (2009). "So kann es nicht gewesen sein", Frankfurter Rundschau, April 19, 2009, accessed January 24, 2010.
- Whitaker, Brian  [لغات أخرى]‏ (2000). "War of words in the Middle East", The Guardian, October 5, 2000, accessed January 24, 2010.
- (بالفرنسية) Zomersztajn, Nicolas (2004). "Affaire Al-Dura: la pseudo enquête d’une imposture ("The Al-Dura Affair: the pseudo-inquest of an imposture"), Regards, February 17, 2004, accessed October 19, 2009.